# Cathédrale Sainte-Croix d'Orléans
Cette  cathédrale n’est pas la seule cathédrale Sainte-Croix.
La cathédrale Sainte-Croix d'Orléans est une cathédrale catholique romaine de type gothique située à Orléans dans le département du Loiret et la région Centre-Val de Loire. Elle est le siège épiscopal du diocèse d'Orléans. La cathédrale est dédiée à la Sainte Croix.
La cathédrale Sainte-Croix d'Orléans fait l’objet d’un classement au titre des monuments historiques par la liste de 1862.
Le 26 janvier 1855, le pape Pie IX l'éleva au rang de basilique.

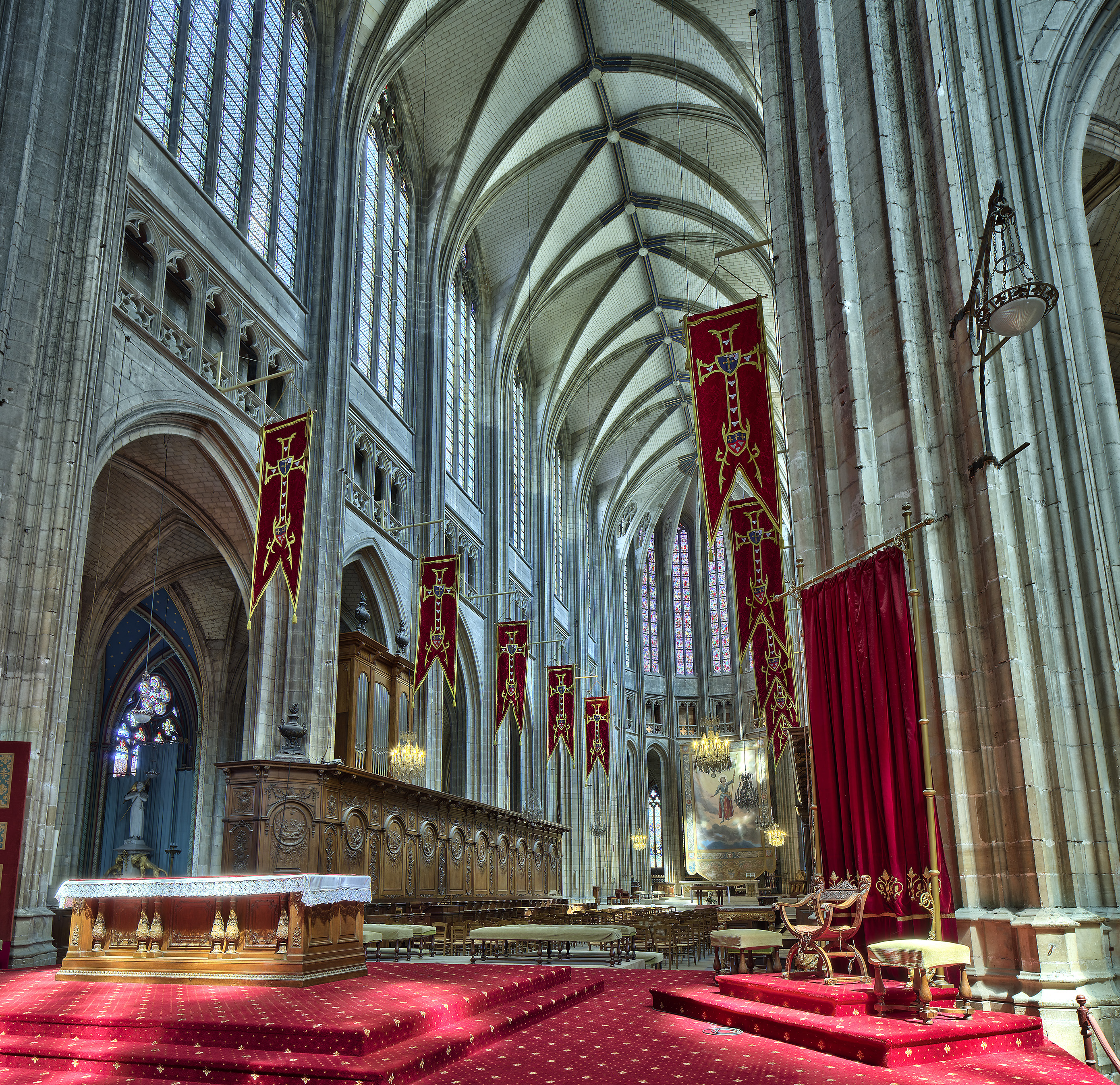
Le maître-autel et la grande nef.

## Histoire

### Les légendes hagiographiques
La fondation de la cathédrale d’Orléans est l’objet de deux légendes hagiographiques longtemps vivaces à Orléans. Rédigées à des époques différentes, elles ne mettent pas les mêmes personnages en scène et, par voie de conséquence, divergent aussi dans leur finalité.

#### La Vie de saint Euverte
Le texte le plus ancien est la Vie de saint Euverte, écrite au IXe siècle. Il fait du futur évêque du IVe siècle un sous-diacre de Rome venu en Gaule pour rechercher des membres de sa fratrie enlevés quarante ans auparavant par des Barbares. Alors que, de passage à Orléans, il assistait, dans la cathédrale, à l’élection d’un nouvel évêque, une colombe, symbole du Saint-Esprit est miraculeusement venue désigner Euverte à l’épiscopat. Quelque temps plus tard, il sauvait la ville d’une destruction totale par un incendie et initiait la construction d’une nouvelle cathédrale.
Au cours des travaux, il trouvait un trésor et décidait de le faire porter à Rome, à l’empereur Constantin de qui il a, en retour, reçu, aussi bien des subsides pour édifier la cathédrale, qu’un fragment de la Vraie Croix pour en garnir l’autel central. La messe de dédicace du nouvel édifice, dédié à la sainte Croix, était le cadre d’une consécration miraculeuse par une main divine émergeant d’une nuée. À la fin de sa vie, Euverte a fait élire saint Aignan pour lui succéder à l’épiscopat.

#### LaGrande Passiond’Auxerre
Le second texte, la Grande Passion d’Auxerre est à la fois plus récent (il ne date que du XIe siècle) et est plus ambitieux : il fait remonter la fondation de l’Église d’Orléans et de sa cathédrale aux temps apostoliques. On y lit que saint Pierre en personne aurait confié à dix-sept des soixante-douze disciples la mission d’évangéliser la Gaule. Parmi eux, les saints Savinien, Potentien et Altin étaient chargés de la Lyonnaise IVe à laquelle appartenait Orléans, et dont est issue l’ancienne province ecclésiastique de Sens. À Orléans, Altin, institué évêque de la cité, aurait dédié une première cathédrale au saint Étienne.
Ce dernier récit reposait sur un anachronisme : il plaquait sur la Gaule du Ier siècle une organisation administrative en 17 provinces, qui n’a été mise en place qu’à la fin du IVe siècle ou au début du Ve. Cette légende se situe dans le cadre de la propagande destinée à rappeler les prérogatives du siège métropolitain, Sens, sur celui d’Orléans.

### Avant l’an mil
Jusqu’au VIIe siècle, on ne sait rien de précis, ni sur les édifices qui se sont succédé, ni sur leur localisation.
Le premier évêque d’Orléans dont le nom a été transmis est Diclopetus ou Diclopitus, attesté selon les auteurs, en 343, 346 ou 350. La mention de cet évêque signifie que selon toute vraisemblance, Orléans possédait une ecclesia (une cathédrale) à l’intérieur de son enceinte, mais ni la titulature ni l’emplacement de cette église ne sont connus.
Un texte hagiographique rédigé entre 474 et 530, la Vita Ia Aniani (première Vie de saint Aignan) est le témoignage le plus ancien attribuant la construction d’une cathédrale à saint Euverte d'Orléans, évêque du IVe siècle. Sur l’édifice lui-même, le texte apprend uniquement que saint Aignan y a entrepris des travaux, occasion pour l’évêque d’accomplir un miracle lorsqu’il guérit l’architecte tombé du toit.
Au VIe siècle encore, Grégoire de Tours relate qu’en 585, le roi Gontran a assisté à la messe dans la cathédrale d'Orléans. Mais il la nomme simplement ecclesia, et ainsi ne fait part que de la fonction épiscopale de l'église, mais ne donne aucune information complémentaire quant à une titulature, alors qu’au même livre, il prenait la peine de préciser le vocable de la basilique orléanaise dédiée à saint Avit.
Les plus anciennes mentions du titre Sainte-Croix se trouvent sur des monnaies datées du VIIIe siècle. Elles sont légendées Sancta Crux Aurelianis et Ratio Sancte Cruce Aurelianis,.
C’est dans la cathédrale Sainte-Croix que Charles II le Chauve est couronné roi de Francie occidentale le 6 juin 848.
Les chroniques rapportent qu’entre 840 et 870 environ, Orléans subit à plusieurs reprises des incursions de Vikings, montrant que la ville est pillée et incendiée à plusieurs reprises. La cathédrale elle-même aurait été incendiée entre 877 et 879.
Le roi capétien Robert le Pieux a toutes les chances d’avoir vu le jour à Orléans, certains auteurs le font baptiser dans la cathédrale Sainte-Croix, situant l’événement en 970.
En 987, Hugues Capet fait associer son fils au trône. La cérémonie a lieu dans la cathédrale d’Orléans où l’archevêque de Reims, Adalbéron couronne Robert le Pieux et le sacre le 25 décembre de cette année.
Les vestiges les plus anciens appartenant incontestablement à un groupe cathédral sont des fragments de mosaïque communément datés du VIIIe siècle, mais qui pourraient en fait remonter au IVe siècle,. L’un d’eux porte en arc de cercle une légende dont seule est encore lisible la portion de texte itecogn. L’inscription est aujourd’hui interprétée comme une citation d’Isaïe 43, « Noli timere, qui redemi, quia redemi te et vocavi te cognomine tuo, meus es tu » (Ne crains rien, car je t’ai racheté et je t’ai appelé par ton nom, tu es à moi).

### La cathédrale romane
En 989, la ville est détruite par un grand incendie qui, selon Raoul Glaber, aurait également ravagé la cathédrale. Bénéficiant de l’aide du roi Hugues Capet, l’évêque Arnoul (Arnoul Ier selon certaines sources,, ou Arnoul II selon d’autres) l’a fait reconstruire. Un nouveau trésor aurait été découvert au cours des travaux,.
La cathédrale d'Arnoul comprenait une nef de sept travées, un transept, un chœur que certains dotent d’un chevet plat, d’autres d’absidioles échelonnées. La croisée était marquée par quatre massifs piliers carrés dont on pense qu'ils supportaient un clocher central ou une tour-lanterne, les autres piliers étaient cruciformes.
En même temps que le roi Robert le Pieux faisait reconstruire la collégiale Saint-Aignan dont il était abbé laïc, la cathédrale s’enrichissait, vers l'est, d’un nouveau chœur dans le même style du premier art roman, présentant un déambulatoire et trois chapelles rayonnantes. Ce nouveau chœur était la seule partie voûtée de la cathédrale romane. Un fragment de la voûte en a été identifié lors de la fouille de 1937.
Dernière adjonction à la cathédrale romane, une façade harmonique à deux tours vient terminer la cathédrale à l’ouest. Ces tours, détruites au XVIIIe siècle pour permettre l'allongement de la nef gothique, sont connues par une abondante iconographie. L’architecte Jacques Gabriel en a relevé le plan en 1723, au moment de leur démolition, le dessin de leurs portails illustre une thèse du XVIIe siècle et leur silhouette est connue grâce à deux dessins de l'architecte jésuite Étienne Martellange.
Quelques historiens locaux mentionnent un effondrement qui, en 1227, aurait grièvement affecté les voûtes de la cathédrale romane au point d’y empêcher toute célébration du culte,. Il s’agit en fait d’une erreur de lecture (1277 devenu 1227) qui s’est répétée de texte en texte depuis le XIXe siècle. Elle est également devenue 1223 dans un travail plus récent.
Parmi les aménagements d'époque romane, certains sont connus :
- Le maître-autel, dont il subsiste le massif de maçonnerie, se dressait dans la deuxième travée du chœur. Une mosaïque en opus sectile située à son voisinage a été presque entièrement détruite lorsque, à la suite de tassements du terrain, a été édifié un arc destiné à soutenir l'autel[39].
- Dans l'abside se trouvait un autel secondaire, encore dit matutinal. Certains auteurs avancent qu'il aurait été dédié à saint Mamert, évêque de Vienne[40],[24], d'autres estiment qu'y était exposé un reliquaire contenant un fragment de la Croix[41],[26].

La cathédrale romane est assez bien connue ; néanmoins sa restitution laisse sur certains points la place à des controverses ou du moins des incertitudes :
- E. Lefèvre-Pontalis avait doté la nef romane de bas-côtés doubles[42]. Cette idée a été reprise en 1987[31] et en 1988[43]. Il est maintenant établi que la nef romane ne possédait que des bas-côtés simples[44].
- Le chevet de l’an mil reste l’objet de questions. Certains auteurs proposent trois absides, éventuellement parallèles ou échelonnées[31], d’autres un chevet plat[45].
- Les façades des bras du transept comportaient des tribunes à leurs revers[46]. On ignore s’il y en avait d’autres, particulièrement dans la nef[31].
- Dans sa restitution du plan de la cathédrale romane, E. Lefèvre-Pontalis fait ouvrir chaque bras du transept par un seul portail central[47], il se conforme aux dessins d’É. Martellange[48],[49]. Certains auteurs préfèrent suivre l’opinion de G. Chenesseau et présenter deux portails séparés par un pilier central[50].

La cathédrale romane a été le théâtre de quelques événements remarquables :
- L’hérésie d'Orléans décrite par plusieurs textes et chroniques médiévales est une hérésie savante qui touche en 1022 une douzaine des plus érudits parmi les chanoines de la cathédrale Sainte-Croix, liés notamment à l'entourage de la reine Constance d'Arles. Ces derniers sont brûlés comme hérétiques sur ordre du roi capétien Robert le Pieux. Il s'agit du premier bûcher de la chrétienté médiévale.
- À la mort de Philippe Ier, son fils Louis VI craint les manœuvres de son demi-frère Philippe de Montlhéry. Après l’inhumation de son père à Saint-Benoît-sur-Loire le 29 juillet 1108, Louis VI se rend en hâte à Orléans où Daimbert, l’archevêque de Sens, le sacre le 3 août de la même année dans la cathédrale Sainte-Croix.

### La première cathédrale gothique (1278-1568)
Vers 1277, la cathédrale romane aurait connu un effondrement et ce qui subsistait, aurait menacé de s’écrouler à son tour. Dans un acte donné le 22 juillet 1278, l’évêque Robert de Courtenay offre, en vue de l’agrandissement de la cathédrale le terrain sur lequel se dressait son palais épiscopal. Toutefois, la première pierre du nouvel édifice n’est posée que neuf ans plus tard, le 11 septembre 1287, sous l’épiscopat de Gilles Pastai et le chantier commence par le chevet.
Le plan s’inspire de celui de la cathédrale Notre-Dame d’Amiens, mais présente neuf chapelles absidiales au lieu des sept de la cathédrale picarde.
Au XIVe siècle, le chevet est complété par un nouveau chœur. Les deux campagnes du chantier au chœur de Sainte-Croix sont bien connues grâce à un plan sur parchemin conservé à l’œuvre Notre-Dame de Strasbourg.
Interrompus ou du moins ralentis à l’époque de la guerre de Cent Ans et du siège d’Orléans en 1428/1429, les travaux reprennent dans la deuxième moitié du XVe siècle par la croisée du transept et continuent au XVIe par l’édification de deux travées de la nef. En 1512, le clocher de croisée est orné d’une grosse boule dorée surmontée d’une croix, celle-là même qu’évoque François Rabelais.
Durant les guerres de Religion, la cathédrale est d’abord pillée en 1562, en même temps que d’autres églises d’Orléans.
En septembre 1567, la ville passe aux mains des protestants. Dans la nuit du 23 au 24 mars 1568, un petit groupe de huguenots, déçus de voir Condé prêt à traiter avec les catholiques, s'introduit dans la cathédrale et fait sauter les quatre piliers de la croisée du transept qui, dans leur chute, entraînent une grande partie de l’édifice.
Après l’événement subsistent :
- à l’est, la couronne de chapelles rayonnantes et les murs extérieurs du chœur gothique, seuls vestiges des XIIIe et XIVe siècles ;
- au transept, des parties de mur et les façades des bras romans ;
- à l’ouest, deux travées gothiques récentes du XVIe siècle et les tours romanes encore conservées[57].

### La reconstruction: la cathédrale des Bourbons

Plan de la cathédrale d'Orléans.

Le 18 avril 1601, le roi et la reine Marie de Médicis posèrent la première pierre du nouvel édifice.
Le chœur est terminé en 1623.
En 1627, on jette les fondations du transept qui sera achevé en 1636.
Le transept nord est achevé en 1643, et le transept sud en 1690. La marque du Roi Soleil apparaît en introduisant une part de classicisme dans l'édifice de style gothique flamboyant. Son portrait et sa devise Nec pluribus impar figurent également, avec la date d'achèvement de 1679, au centre de la rosace située au-dessus du portail du transept sud. La devise peut se traduire par : « Il suffirait à [gouverner] plusieurs [royaumes] ».
L'architecte Étienne Martellange y œuvra au XVIIe siècle, succédé au XVIIIe siècle par Jacques V Gabriel qui créa les stalles et la clôture du chœur et Louis-François Trouard.
En 1739, commence l'édification du portail occidental surmonté des deux tours, prolongement de la grande nef. La vieille façade romane, qui a survécu à toutes les destructions est démolie. La façade, jusqu'à la base des tours, est terminée en 1773. Les deux premiers étages des tours sont construits durant les dix années suivantes, alors qu'il faut renforcer le portail qui menace de s'effondrer.
La Révolution suspend les travaux, il ne manque à l'édifice gothique que ses deux tours.
On ne reprend les travaux qu'en 1817. Le roi Charles X inaugure l'achèvement des travaux le 8 mai 1829, pour le 400e anniversaire de la levée du siège des Anglais, par Jeanne d'Arc et son armée : un perron monumental prend place devant la cathédrale, parallèlement à la percée de la nouvelle rue Jeanne d'Arc et à la création du grand parvis de la cathédrale.

### Les affres du temps et de la guerre

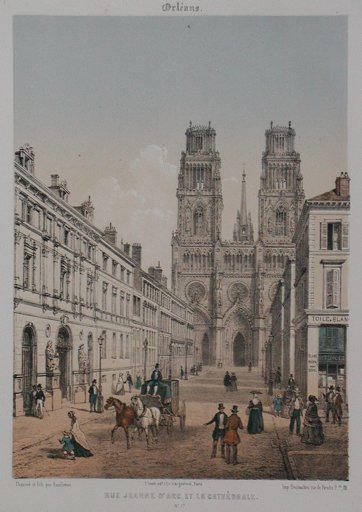
La cathédrale sur une estampe d'Asselineau (XIXe siècle).

Depuis son achèvement en 1829, la cathédrale a connu les affres du temps et des guerres.
Le clocher, qui s'inclinait de façon inquiétante, est détruit en 1854, puis reconstruit et inauguré en 1858.
Les vitraux du chœur (œuvre de Lobin) sont installés en 1859 à l'initiative de Mgr Dupanloup.
Les voûtes du sanctuaire s'effondrent dans la nuit du 8 au 9 septembre 1904,.
En 1940, pendant l'avancée allemande, une partie du centre ancien d'Orléans est ravagée par les bombes et des obus allemands. La cathédrale est également touchée, mais les dégâts restent mineurs, de même qu'en 1944. Depuis la fin de la Seconde Guerre mondiale, les travaux de restauration se succèdent afin de redonner à l'édifice sa splendeur passée. Cependant, les affres de la guerre ne sont pas toutes réparées : par exemple, l'accès aux deux tours est interdit au public, car non réparé depuis 1940 ; à la suite du bombardement de mai 1944, le bourdon, cloche la plus grave (et donc la plus grosse) s'était trouvé finalement fêlée (en 1971). Devenue donc inutilisable, elle n'a été refondue et réinstallée qu'en 2012.

### Les recherches archéologiques

#### La découverte duXVIIesiècle
François Lemaire, juge au tribunal ecclésiastique d'Orléans, relate dans Histoire de l’Église et Diocèse d’Orléans qu'en 1628 auraient été trouvés, au cours du creusement des fondations pour le bras nord du transept, les restes d'un château romain qui n'a, par la suite, jamais été confirmé.

#### Les fouilles de 1890
Les premières découvertes assurées datent des travaux entrepris en 1889/1890 pour installer un calorifère dans la cathédrale. Elles ont permis de reconnaître le bras nord et la croisée du transept, l'alignement des piliers sud de la nef de la cathédrale romane. Leur publication est accompagnée d'un plan apportant une restitution hypothétique, fortement inspirée du plan de Saint-Sernin de Toulouse (nef à bas-côté double, chœur très court et déambulatoire à cinq chapelles). D'autres reconstitutions, tout aussi éloignées de la réalité historique, ont été encore proposées par Paul Frankl ou Frédéric Lesueur.

#### La fouille de 1903
En juillet 1903, une fouille établit que la cathédrale romane n'a jamais possédé de crypte. Cette fouille avait été engagée à l'initiative d'un groupe de séminaristes emmenés par le jeune Georges Chenesseau.

#### Les fouilles de 1937 à 1942
En 1937 est ouverte, sous la direction de Georges Chenesseau, devenu entretemps chanoine honoraire, la première véritable campagne de fouilles, menée dans le but de reconnaître le chœur roman. Ses résultats sont spectaculaires : l'ensemble du chœur roman, fruit de deux campagnes de construction, le déambulatoire et l'entrée de la chapelle d'axe sont maintenant connus. Les résultats sont conservés dans un sous-sol archéologique improprement appelé crypte, cet espace n'a aucune fonction religieuse.
Outre des tombes et des substructions des époques romane et carolingienne, sont mis au jour des vestiges de bâtiment attribués à l'époque gallo-romaine. Georges Chenesseau les identifie immédiatement avec la basilique construite par l'évêque saint Euverte, provoquant ainsi une violente polémique qui a rapidement dépassé le simple cadre local.
En 1940 un sondage dans le bas-côté nord de la nef fait apparaître le mur nord de la nef, apportant ainsi la preuve que la cathédrale romane n'avait qu'un seul bas-côté.
Restait à résoudre la question du nombre d'absidioles. Des fouilles menées en 1941 devant la sacristie et en 1942 dans le bas-côté nord du chœur apportent la réponse : la cathédrale d'Orléans avait trois chapelles rayonnantes.

## Jeanne d'Arc
Il existe un lien indirect entre la cathédrale actuelle et Jeanne d'Arc. L'héroïne historique nationale est venue suivre la messe vespérale le 2 mai 1429 durant le siège d'Orléans (il faut rappeler que l'édifice tel qu'il est aujourd'hui n'existait pas en 1429, à l'exception des chapelles de l'abside, qui entourent le chœur à l'arrière). On peut signaler aussi que la rue Jeanne d'Arc ouverte au XIXe siècle arrive devant la façade principale (à l'époque on souhaitait avant tout dégager le sanctuaire des petites rues et des constructions médiévales qui l'enserraient, la dénomination ne vint qu'après).
Chaque année, au soir du 7 mai, pendant les Fêtes Johanniques, a lieu, sur le parvis, la cérémonie de la Remise de l'Étendard (qui évoque celui de Jeanne d'Arc). La municipalité en est gardienne et le transmet aux autorités religieuses catholiques pour la durée des festivités. La façade de la cathédrale sert ensuite de support à un son et lumière.

## Description & Instruments

### Quelques dimensions
- La cathédrale mesure 143,85 mètres de long hors-œuvre et 136,10 mètres dans-œuvre[71] (contre 145 mètres de long pour la cathédrale Notre-Dame d'Amiens), elle est composée de 5 nefs.
- Largeur des cinq nefs hors-œuvre : 50,86 mètres
- Largeur des cinq nefs dans-œuvre : 41,14 mètres, dont :
  - Vaisseau central : 13,94 mètres.
  - Premier collatéral : 7,45 mètres.
  - Second collatéral : 6,15 mètres.
- Largeur intérieure au niveau du transept : 53 mètres.
- Largeur extérieure au niveau du transept : 66,74 mètres.
- Largeur de la façade : 53 mètres.
- La hauteur du vaisseau principal sous la clef des arcs-doubleaux est de 31,75 mètres (cathédrale Saint-Étienne de Bourges : 37,15 mètres).
- Les deux tours s'élèvent à :
  - jusqu'au sommet des couronnes 78,40 mètres de hauteur.
  - jusqu'au sommet des anges 81,64 mètres de hauteur.
- La flèche centrale, édifiée entre 1855 et 1859, culmine à 114 mètres.

### Les orgues

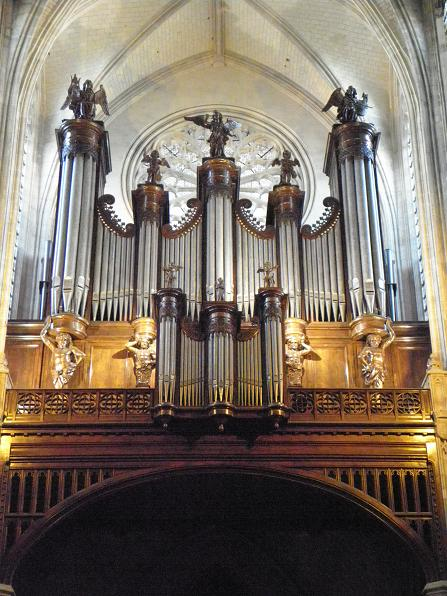
Grandes orgues Cavaillé-Coll.

Le grand orgue vient de l'abbaye de Saint-Benoît-sur-Loire, échangé avec celui de la cathédrale en 1822. Rapidement rénové, il l'est ensuite par Louis Callinet dès 1831, puis (après d'autres interventions) de nouveau en 1880 par Cavaillé-Coll qui le transforme profondément pour en faire un orgue romantique. Après d'autres épisodes, l'instrument est rénové une dernière fois par Bernard Hurvy à partir de 2004 et remis en fonction en septembre 2007. Il comprend quatre claviers, un pédalier pour un total de 54 jeux et plus de 3 700 tuyaux. Les trois co-titulaires sont Gildas Harnois, Arnaud Riffet et Olivier Salandini, tous rémunérés à la vacation.
Les transmissions des claviers sont : pneumatiques avec machine Barker pour le Grand-Orgue, le Récit et la Bombarde, pneumatiques pour la Pédale et mécaniques pour le Positif.
Composition
| I. Positif 56 notes |
| Montre 8'           |
| Salicional 8'       |
| Bourdon 8'          |
| Unda Maris 8'       |
| Prestant 4'         |
| Flûte douce 4'      |
| Quinte 2 2/3'       |
| Doublette 2'        |
| Plein-Jeu V         |
| Trompette 8'        |
| Clarinette 8'       |
| Clairon 4'          |

| II. Grand-Orgue 56 notes |
| Montre 16'               |
| Bourdon 16'              |
| Montre 8'                |
| Bourdon 8'               |
| Salicional 8'            |
| Viole de gambe 8'        |
| Flûte harmonique 8'      |
| Prestant 4'              |
| Flûte douce 4'           |
| Fourniture V             |
| Cymbale IV               |
| Grand Cornet V           |
| Bombarde 16'             |
| Trompette 8'             |
| Basson 8'                |
| Clairon 4'               |

| III. Bombarde 56 notes |
| Grand Cornet V (GO)    |
| Fourniture V (GO)      |
| Cymbale IV (GO)        |
| Bombarde 16' (GO)      |
| Trompette 8' (GO)      |
| Basson 8' (GO)         |
| Clairon 4' (GO)        |

| IV. Récit expressif 56 notes |
| Bourdon 16'                  |
| Principal 8'                 |
| Viole de gambe 8'            |
| Bourdon 8'                   |
| Flûte 8'                     |
| Voix céleste 8'              |
| Flûte octaviante 4'          |
| Octavin 2'                   |
| Cornet V                     |
| Bombarde 16'                 |
| Trompette 8'                 |
| Basson-Hautbois 8'           |
| Voix humaine 8'              |
| Clairon 4'                   |
|                              |

| Pédale 30 notes     |
| Soubasse 32'        |
| Soubasse 16'        |
| Grosse Flûte 16'    |
| Violonbasse 16'     |
| Violoncelle 8'      |
| Flûte 8'            |
| Flûte 4'            |
| Contre-bombarde 32' |
| Bombarde 16'        |
| Tuba Magna 16'      |
| Trompette 8'        |
| Clairon 4'          |

L'orgue de chœur est également un Cavaillé-Coll. Installé provisoirement en 1837, remplacé par un orgue définitif en 1846, il comprend deux claviers, un pédalier, 16 jeux et est classé aux Monuments historiques.

### Les cloches
Les cinq cloches sont placées dans la tour nord. Quatre d'entre elles, fondues en 1898, proviennent de la fonderie de cloches Bollée d'Orléans. Si en 1968 Saint-Michel et Sainte-Marguerite sont refondues après être endommagé par le bombardement de 1944, c'est en 1971 qu'une fissure est détectée sur le bourdon, lequel a cessé dès lors de sonner. La Sainte-Jeanne d'Arc, le Bourdon, a été refondu par Paccard en 2012, celle de Bollée étant fêlée depuis plusieurs décennies, à la suite du bombardement de 1944.
| # | Nom                 | Note  | Diamètre | Masse   | Fondeur         | Année |
| - | ------------------- | ----- | -------- | ------- | --------------- | ----- |
| 1 | Sainte-Jeanne d'Arc | sol 2 | 2,19 m   | 6000 Kg | Paccard         | 2012  |
| 2 | Saint-Michel        | do 3  | ?        | 2300 Kg | ?               | 1968  |
| 3 | Sainte-Catherine    | ré 3  | ?        | 1600 Kg | Bollée, Orléans | 1898  |
| 4 | Sainte-Marguerite   | mi 3  | ?        | 1100 Kg | ?               | 1968  |
| 5 | Félix Dupanloup     | sol 3 | ?        | 640 Kg  | Bollée, Orléans | 1898  |

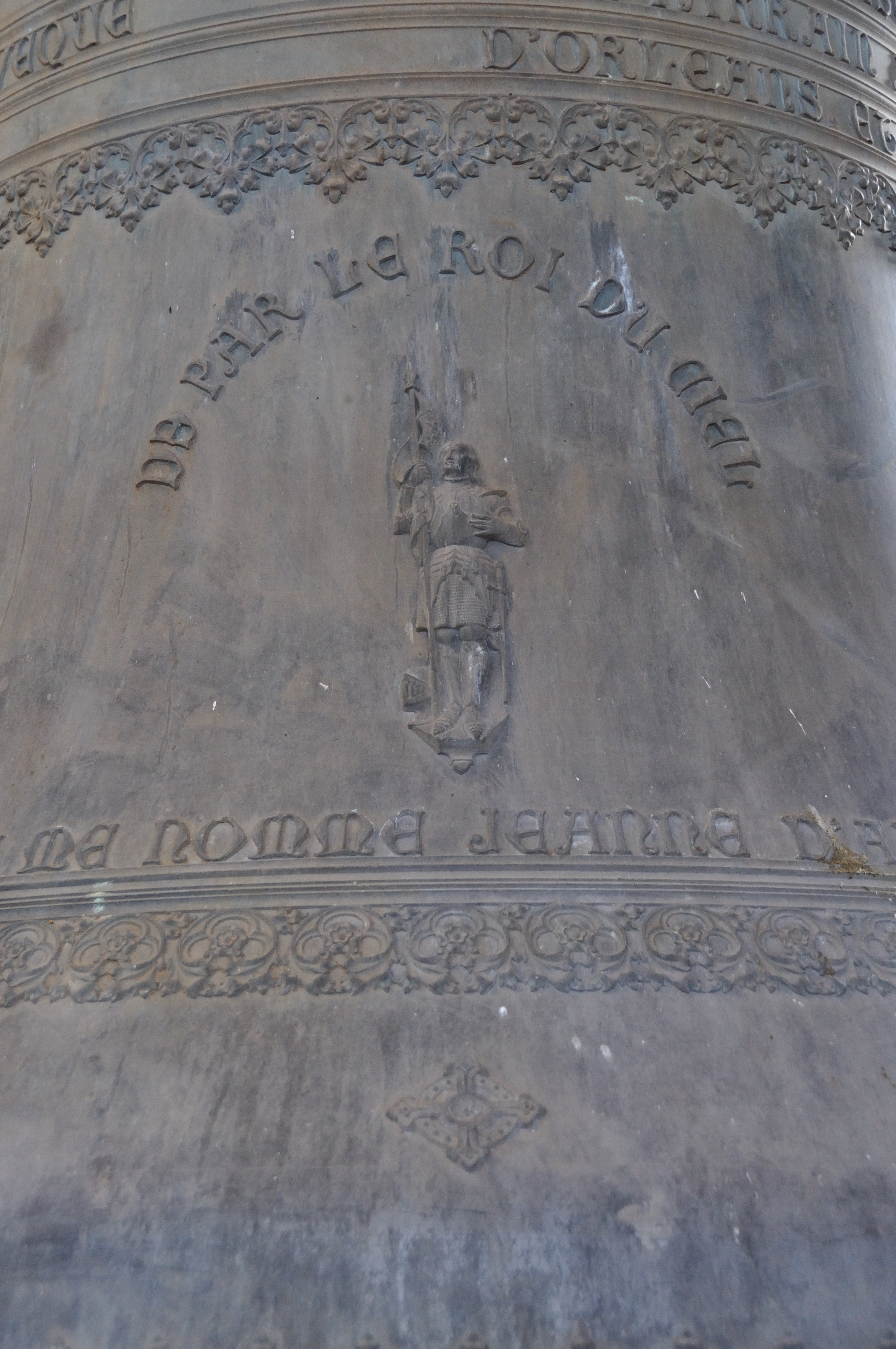
Bourdon Sainte-Jeanne d'Arc.
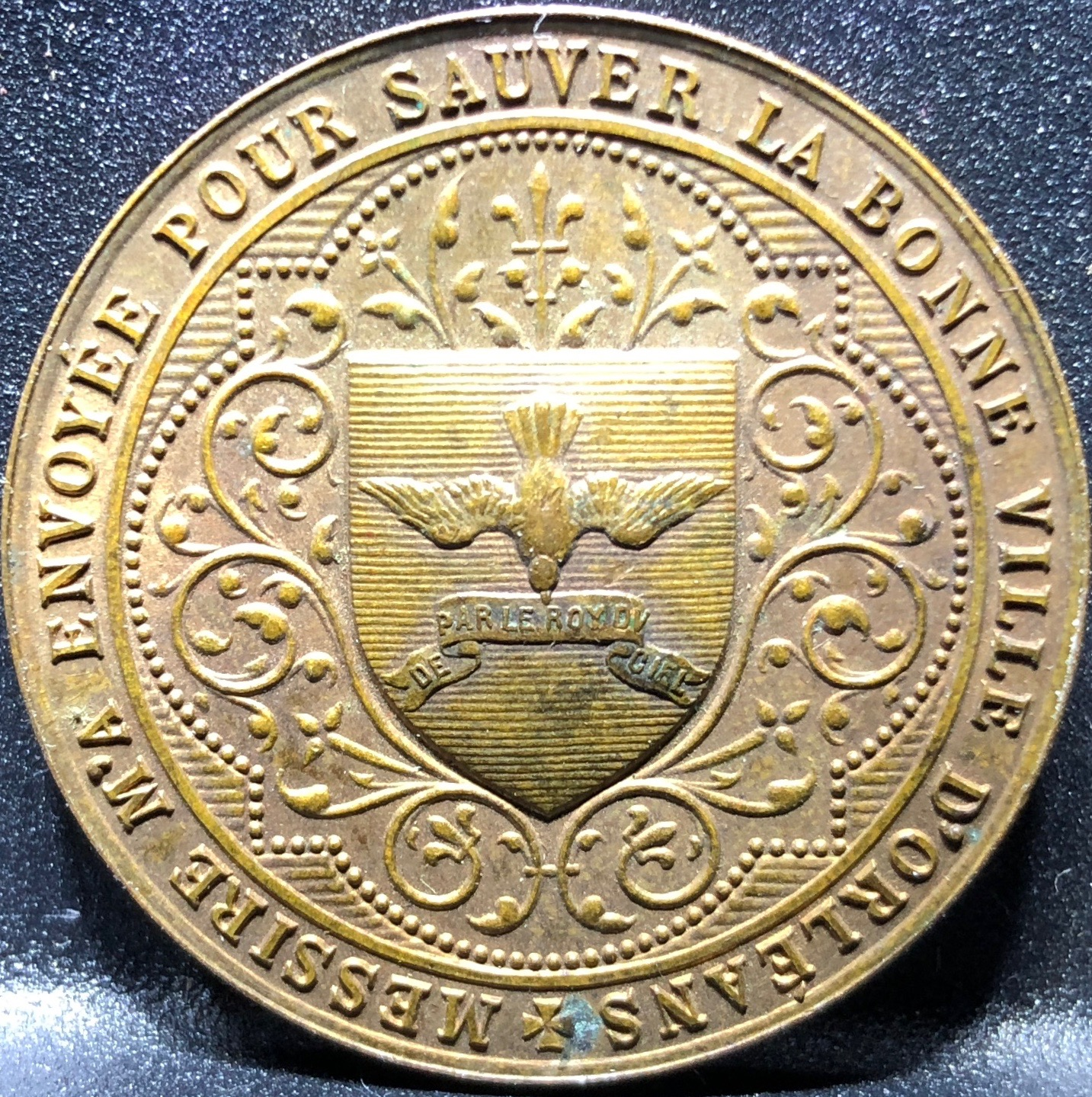
Médaille frappée en 1898 pour le baptême des cloches de la cathédrale Sainte-Croix d'Orléans.
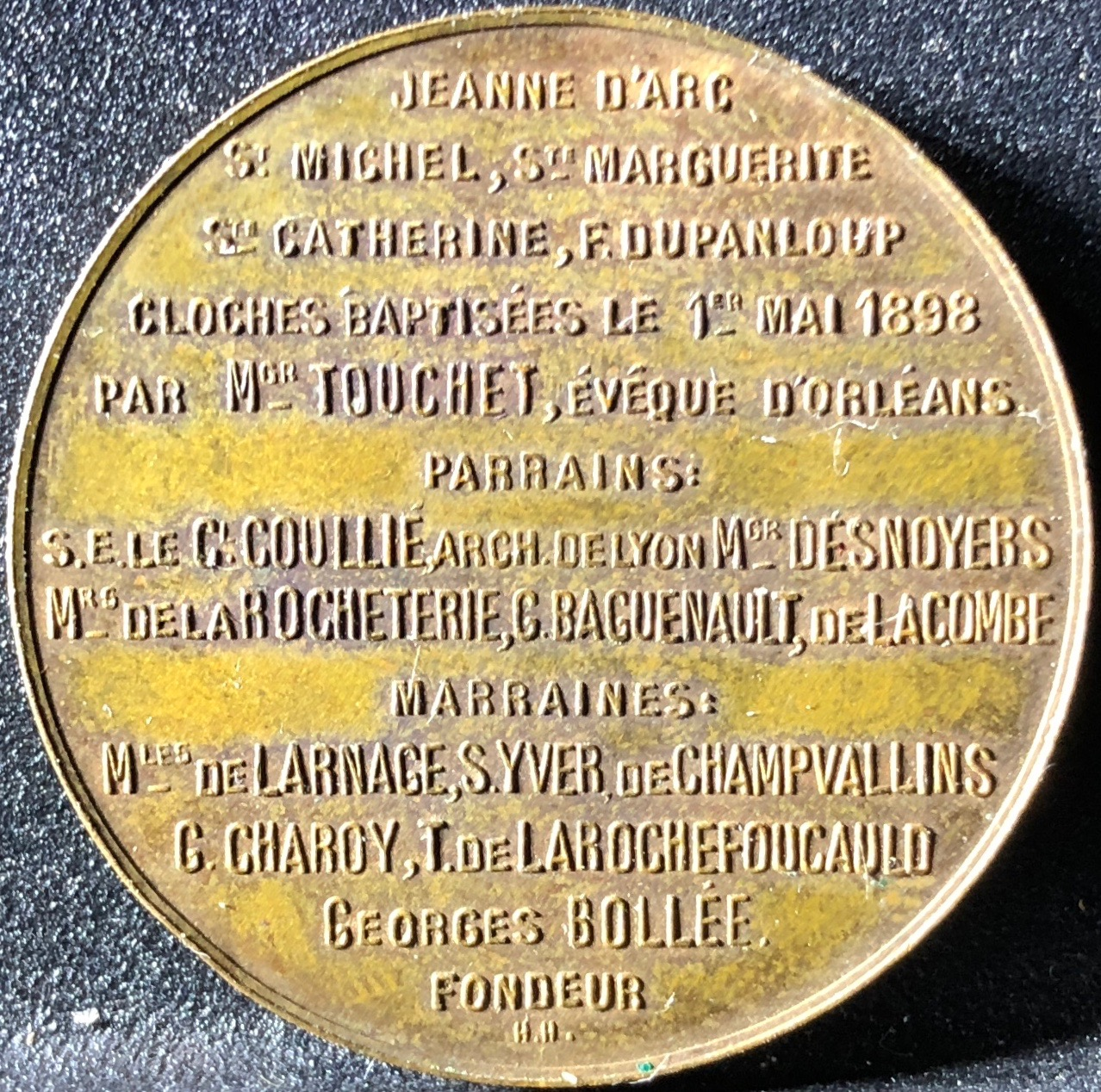
Revers médaille de 1898 pour le baptême des cloches de la cathédrale d'Orléans.
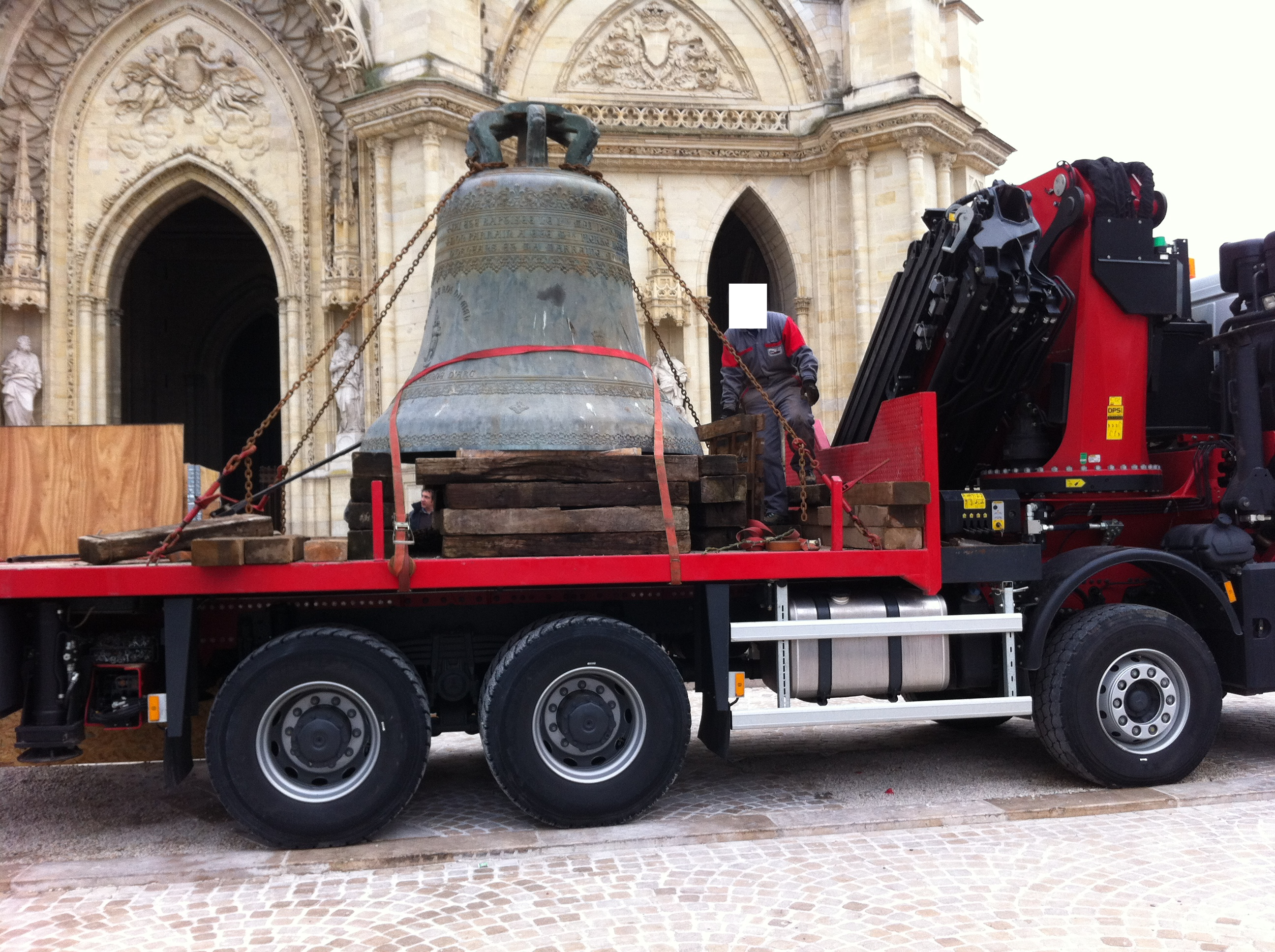
Échange de la cloche Sainte-Jeanne d'Arc le 11 janvier 2012 à Orléans.

## Représentations picturales
Le peintre Maurice Utrillo (1883-1955) a représenté sa façade principale vers 1913.

## Galeries d'image

### Vues extérieures

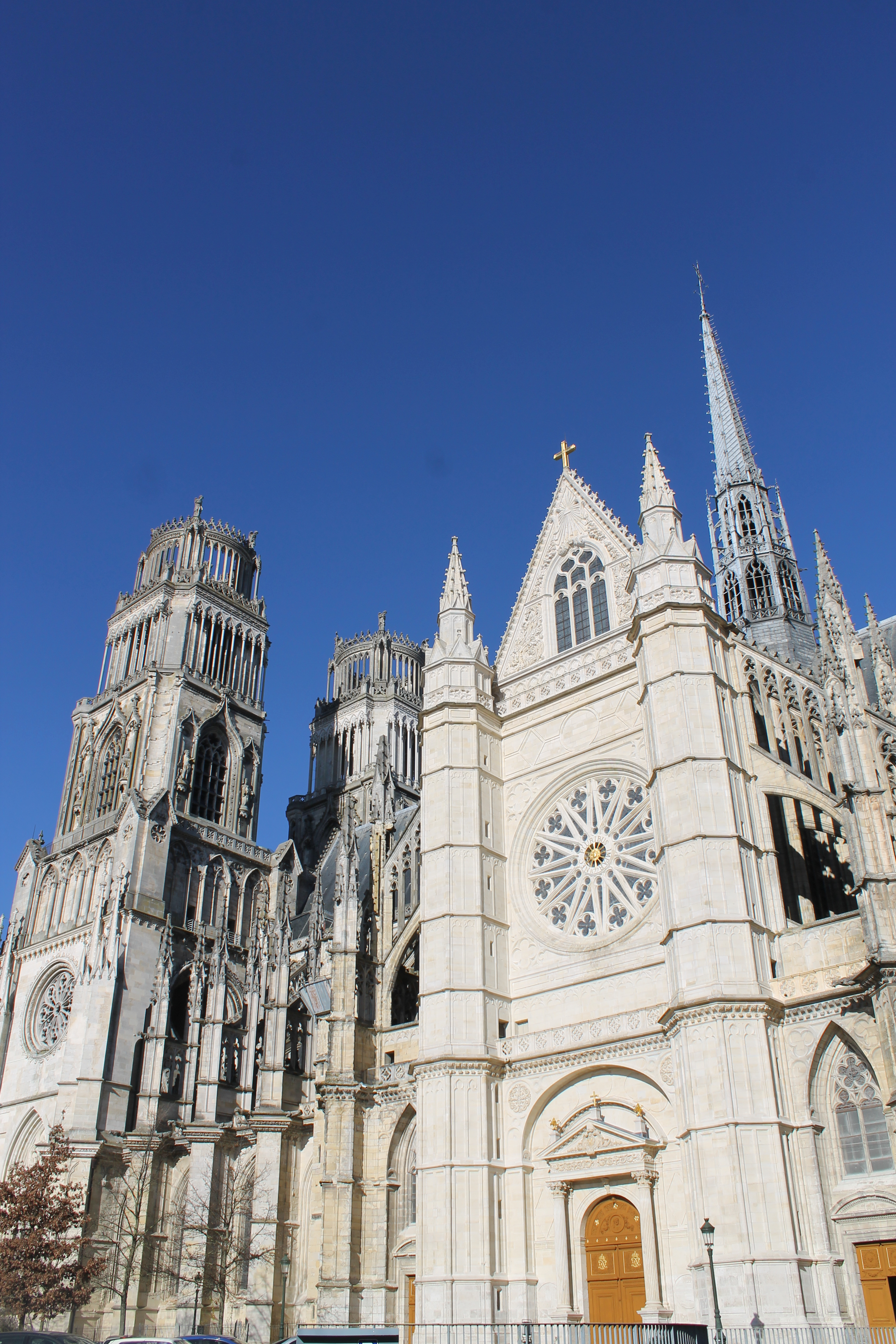
Vue du transept sud.
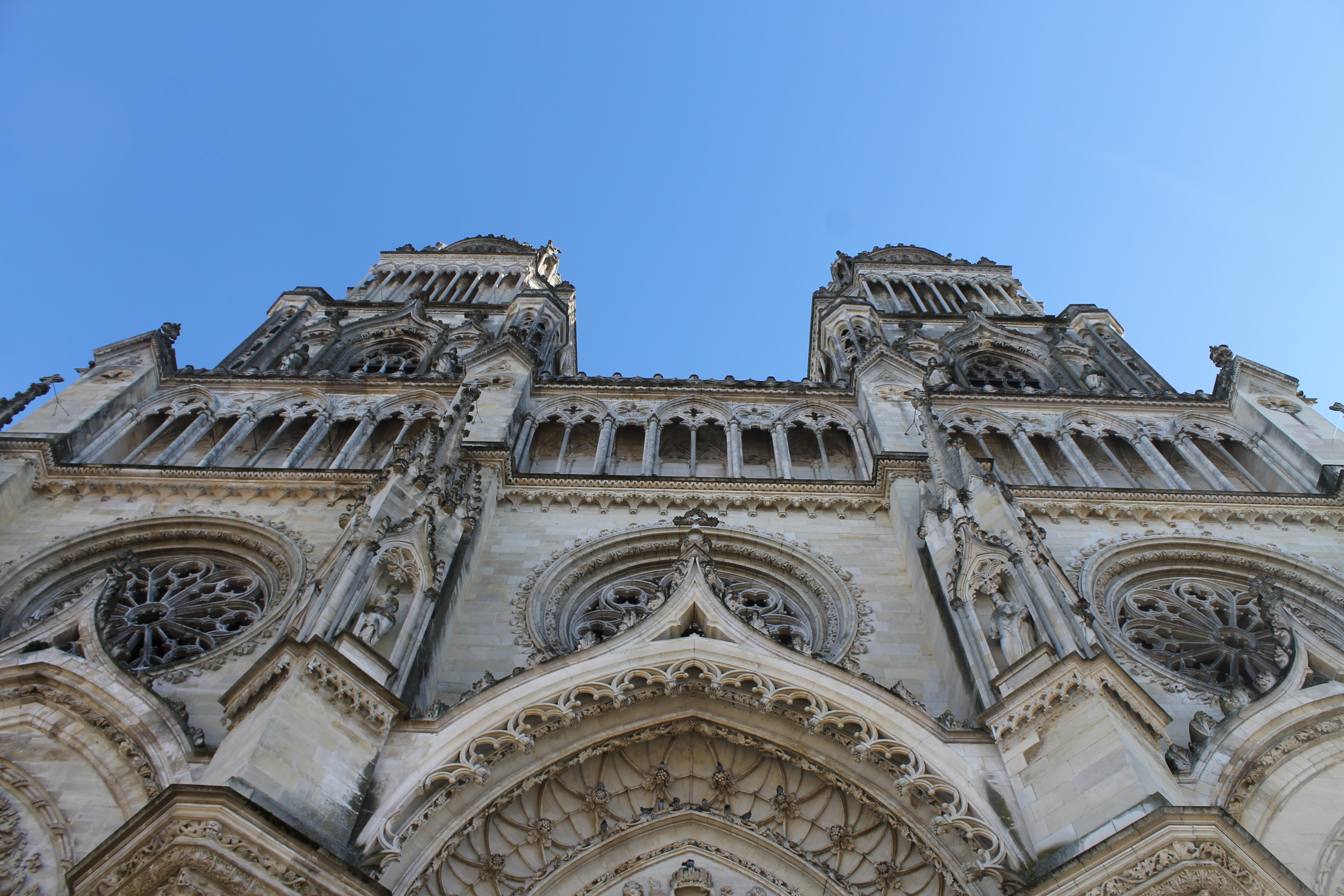
Vue de la façade ouest.
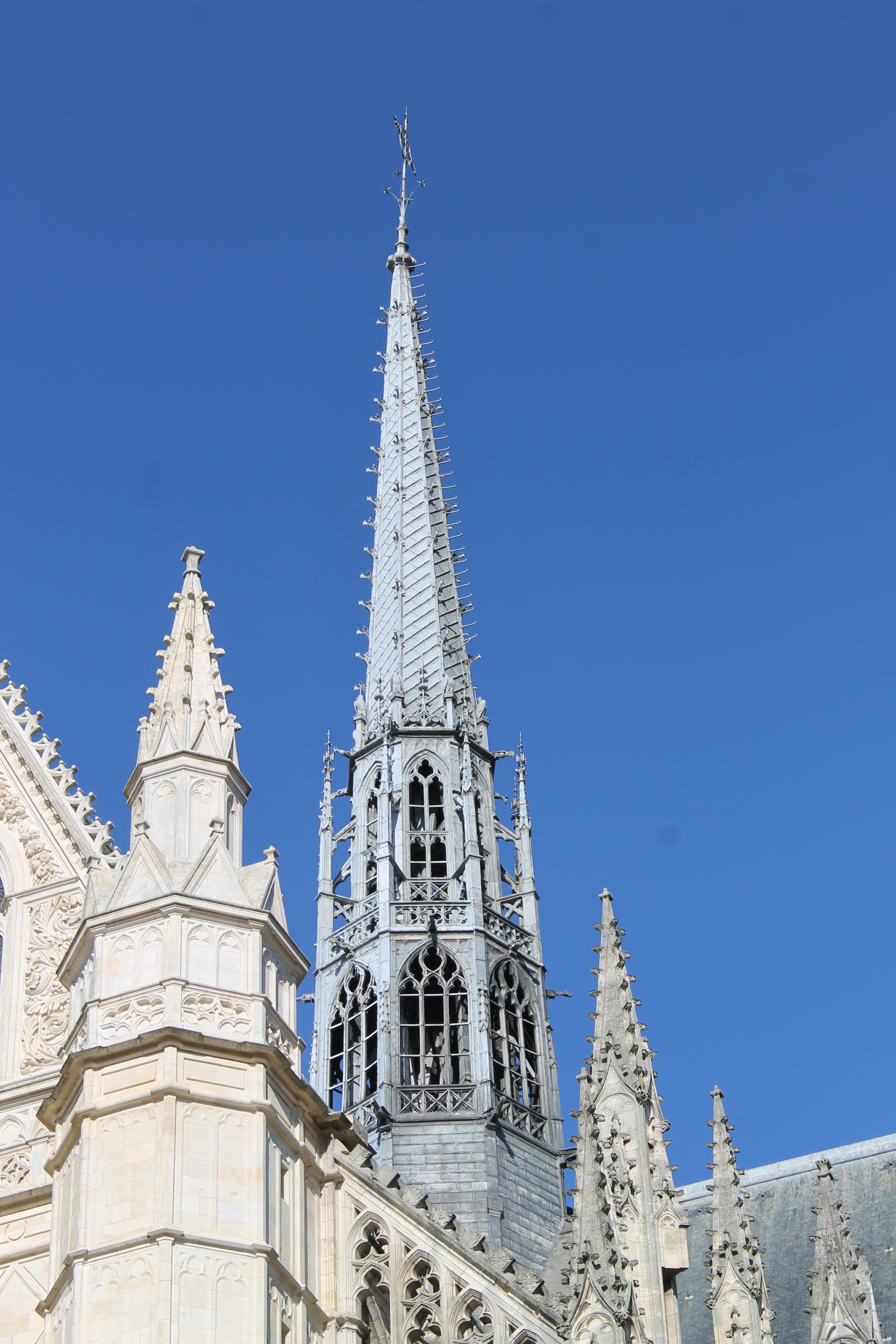
La flèche.
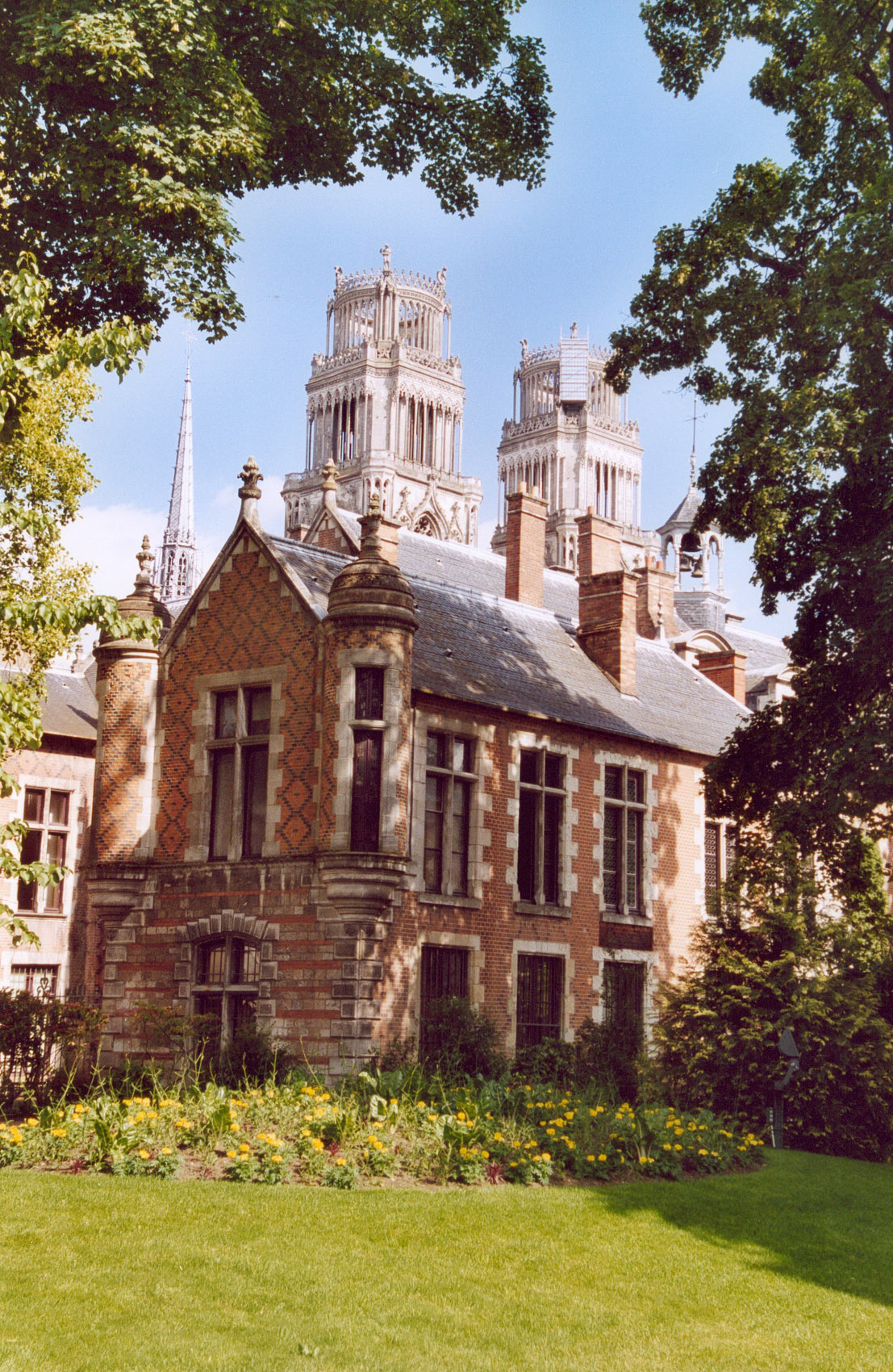
Au premier plan le jardin de l'hôtel Groslot.
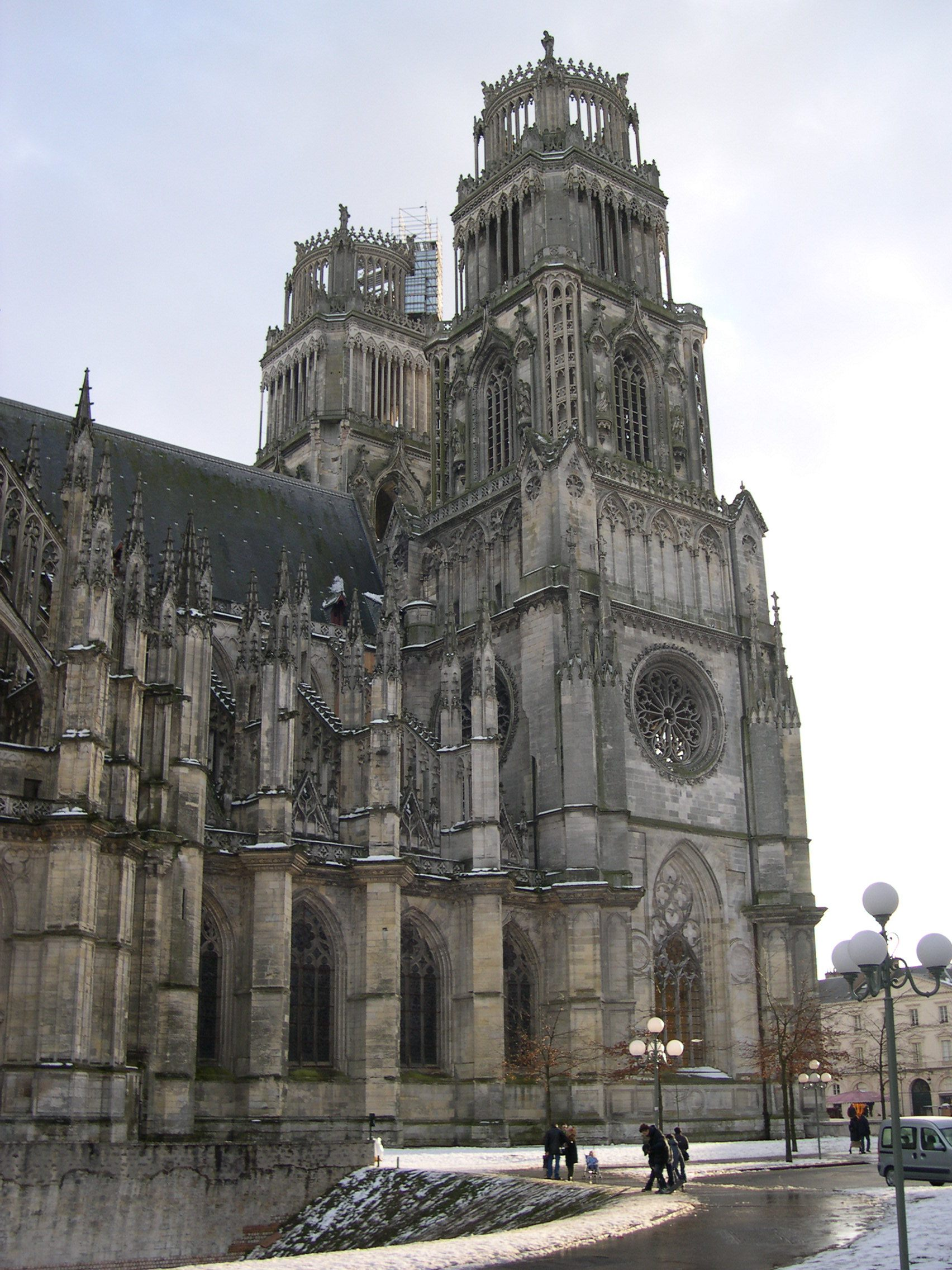
Vue de la tour nord.
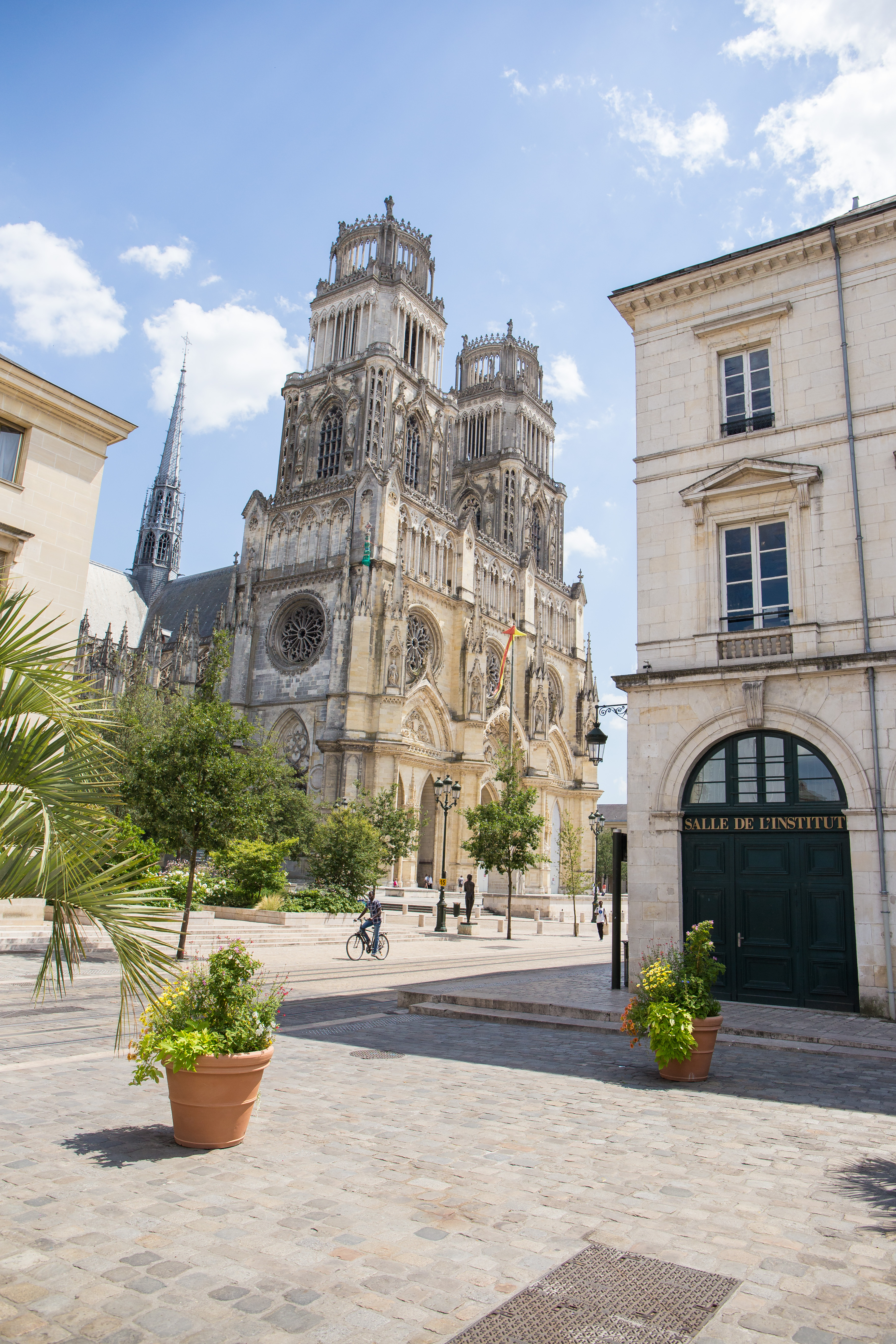
Vue de la place de l'Etape.
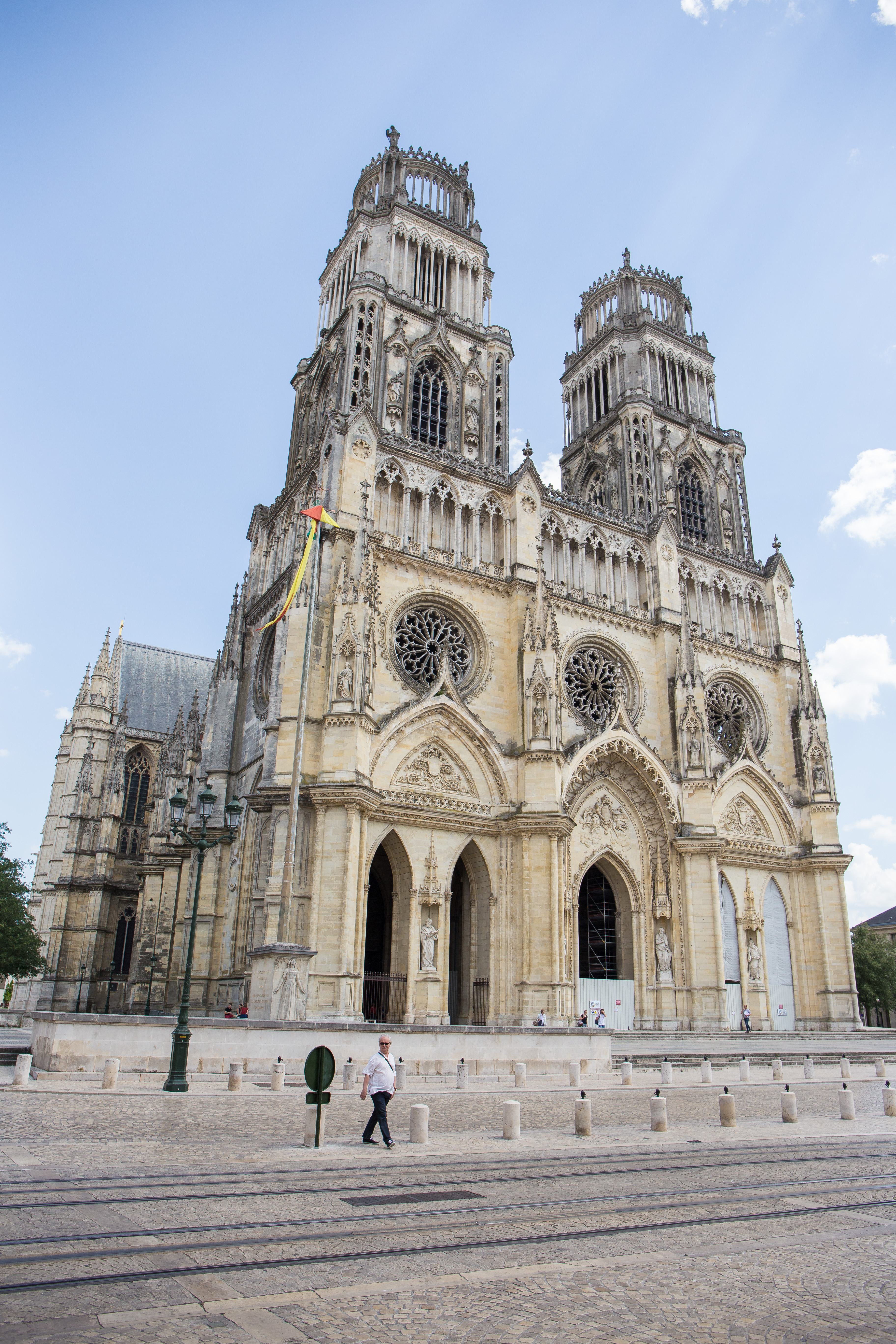
La façade.

### Vues intérieures

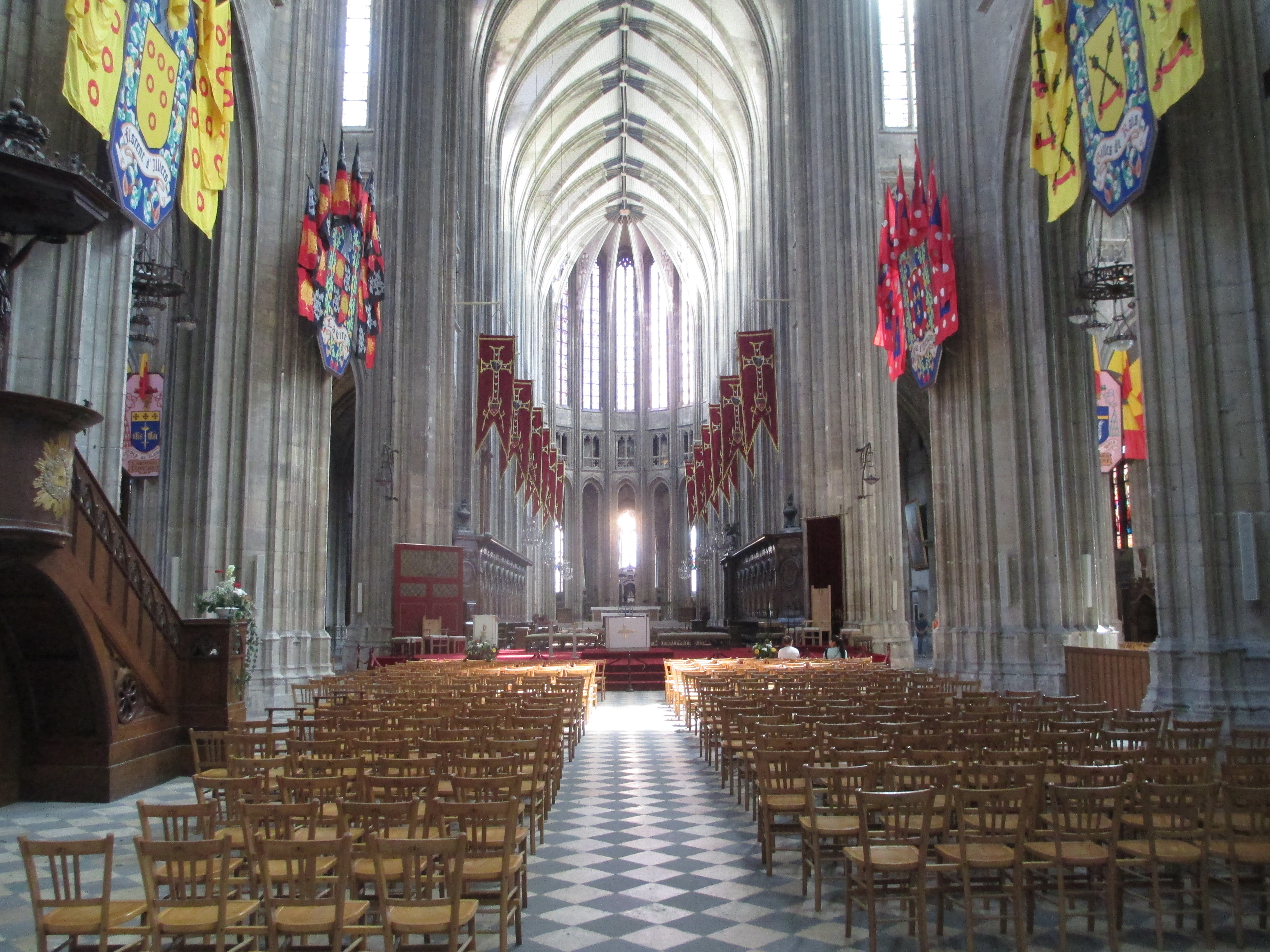
La grande nef et le chœur.
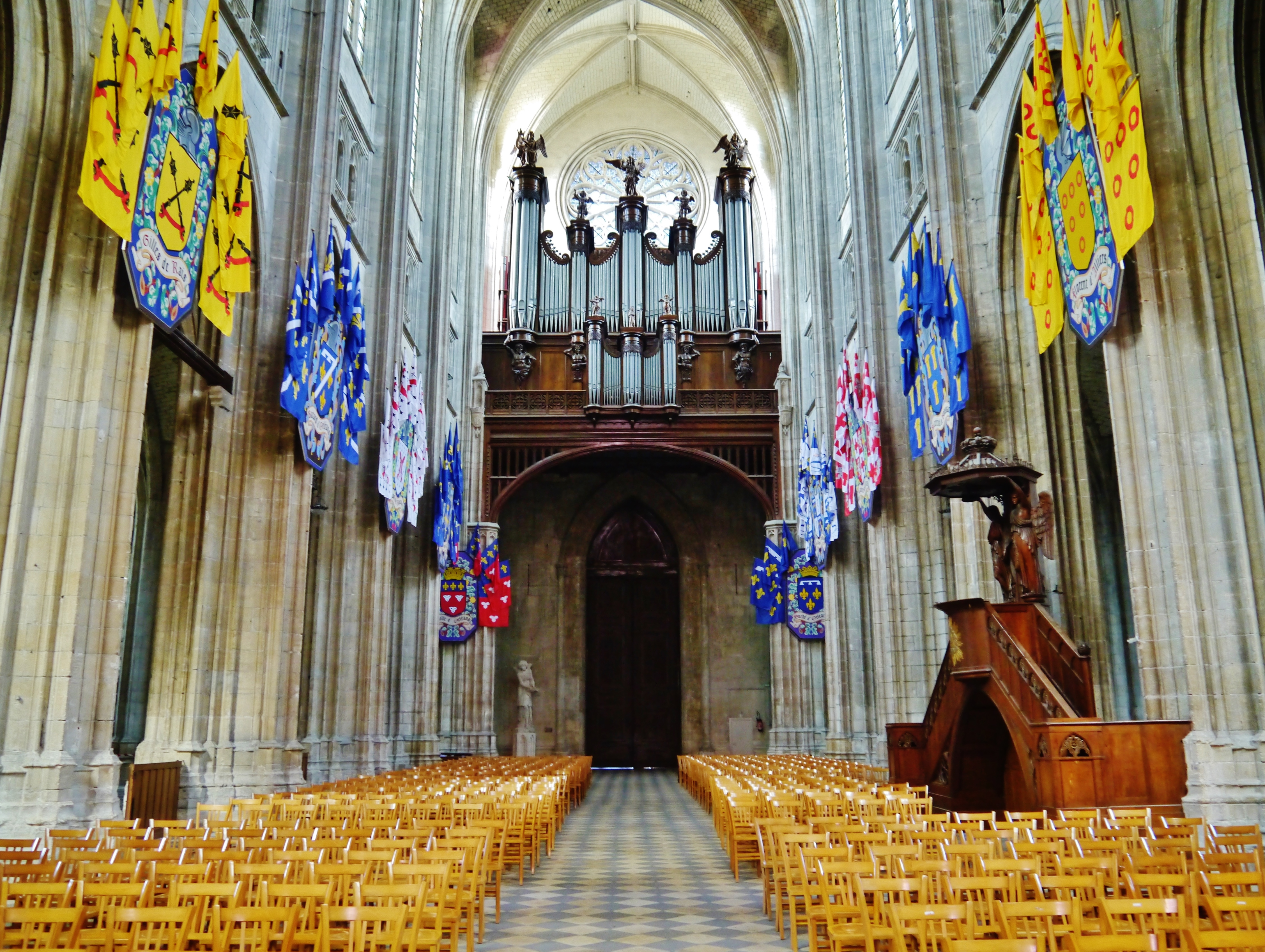
La nef, la chaire et l'orgue de tribune.
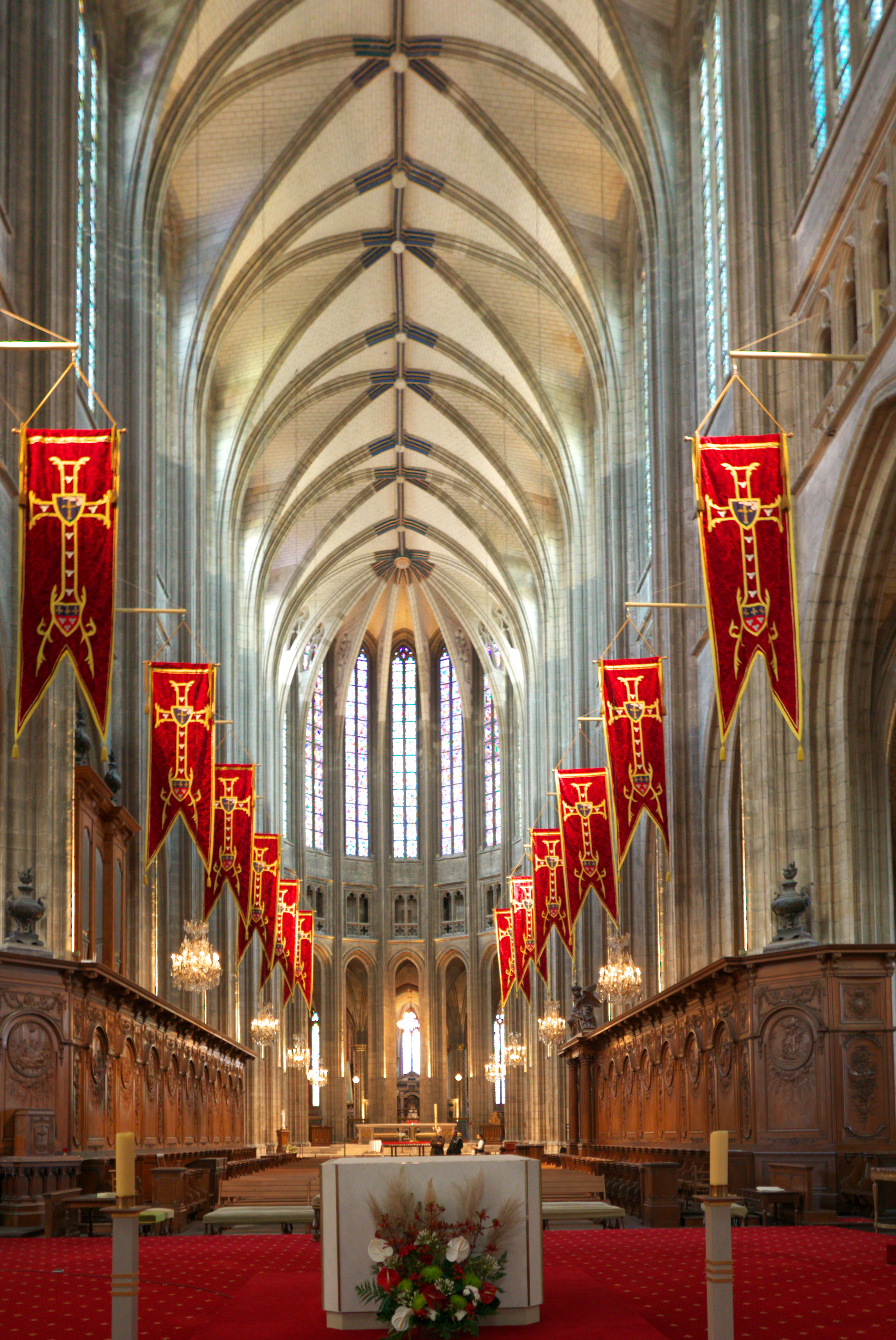
L'autel et l'abside.
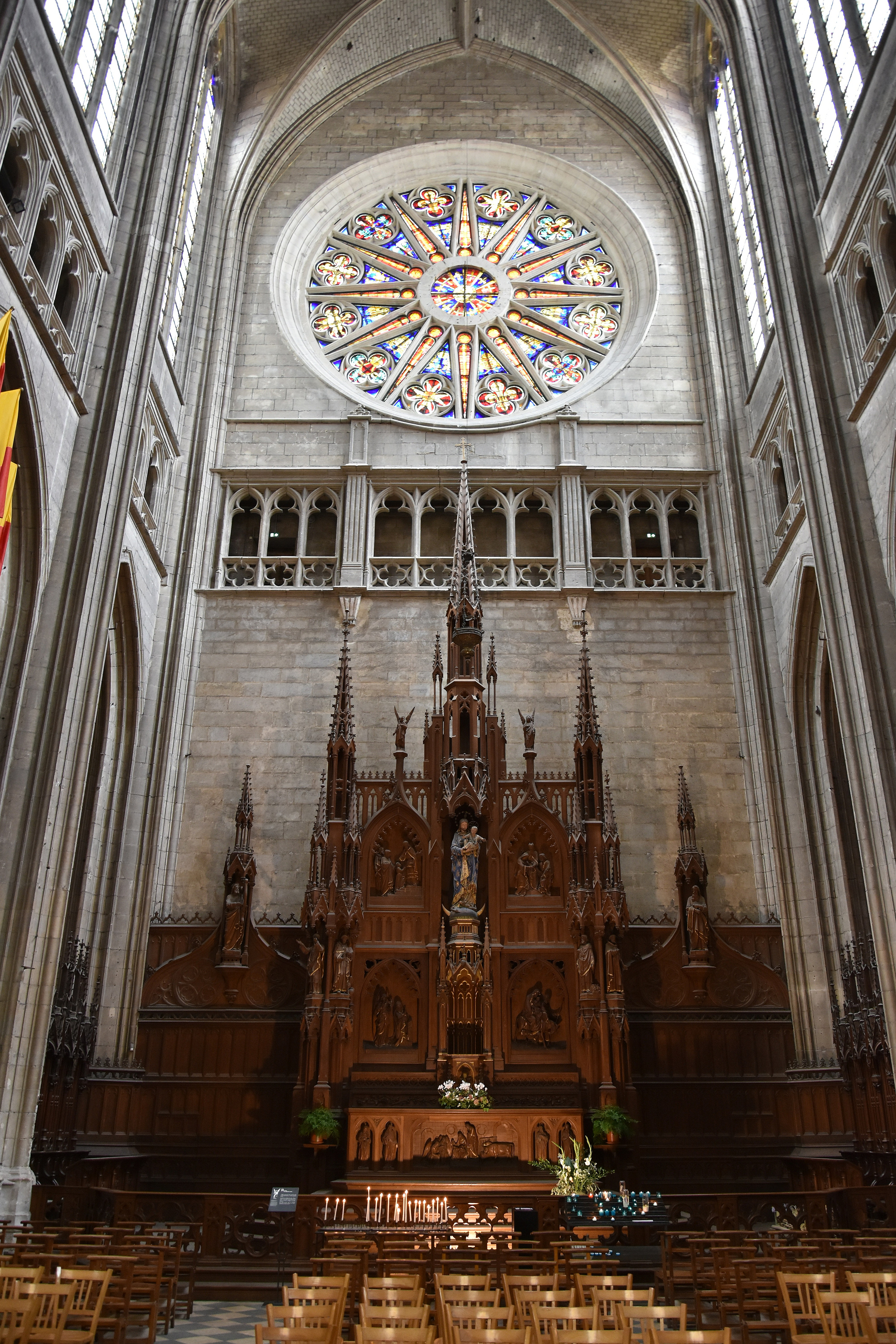
Le transept nord.
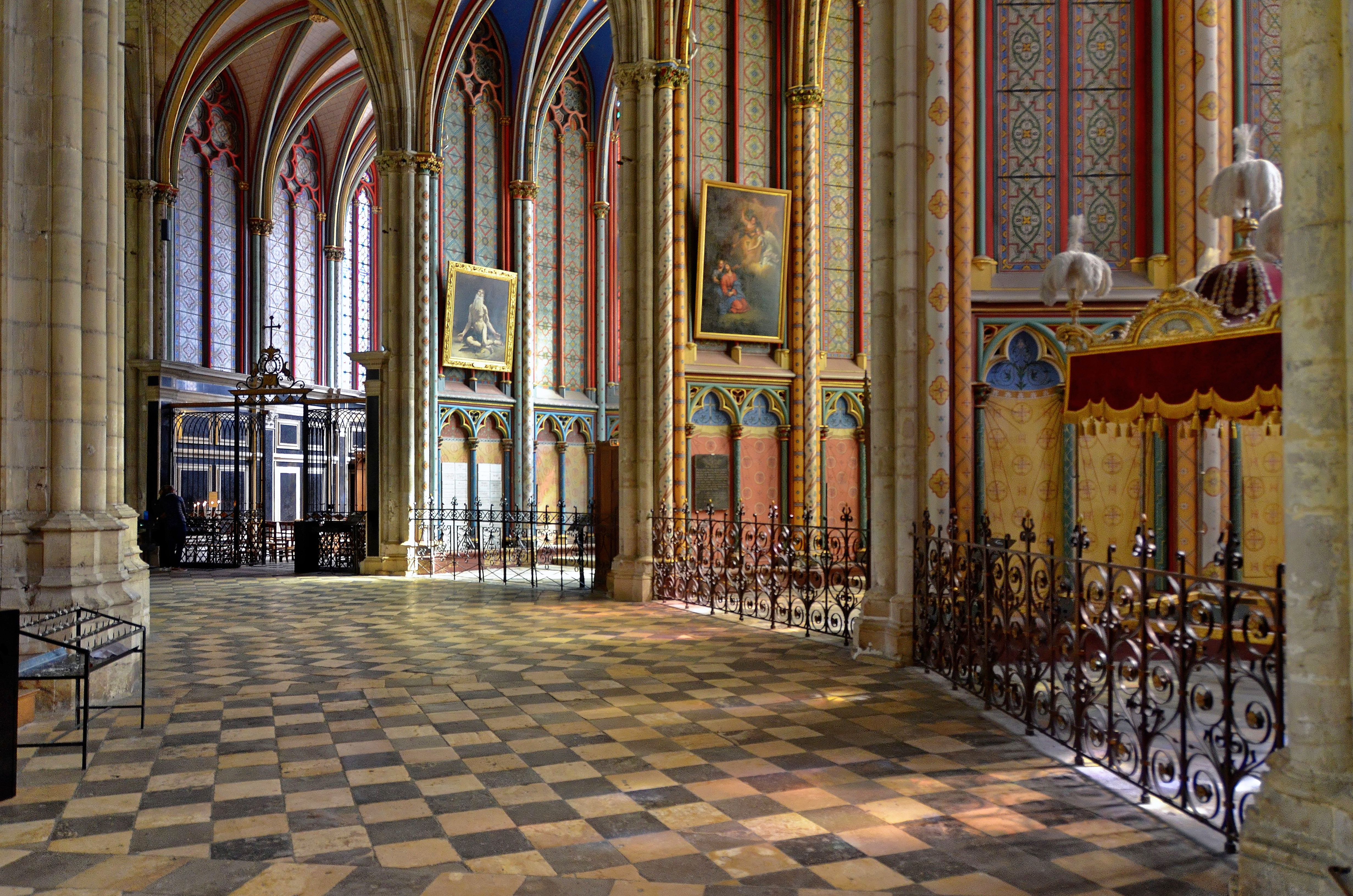
Chapelles du déambulatoire.
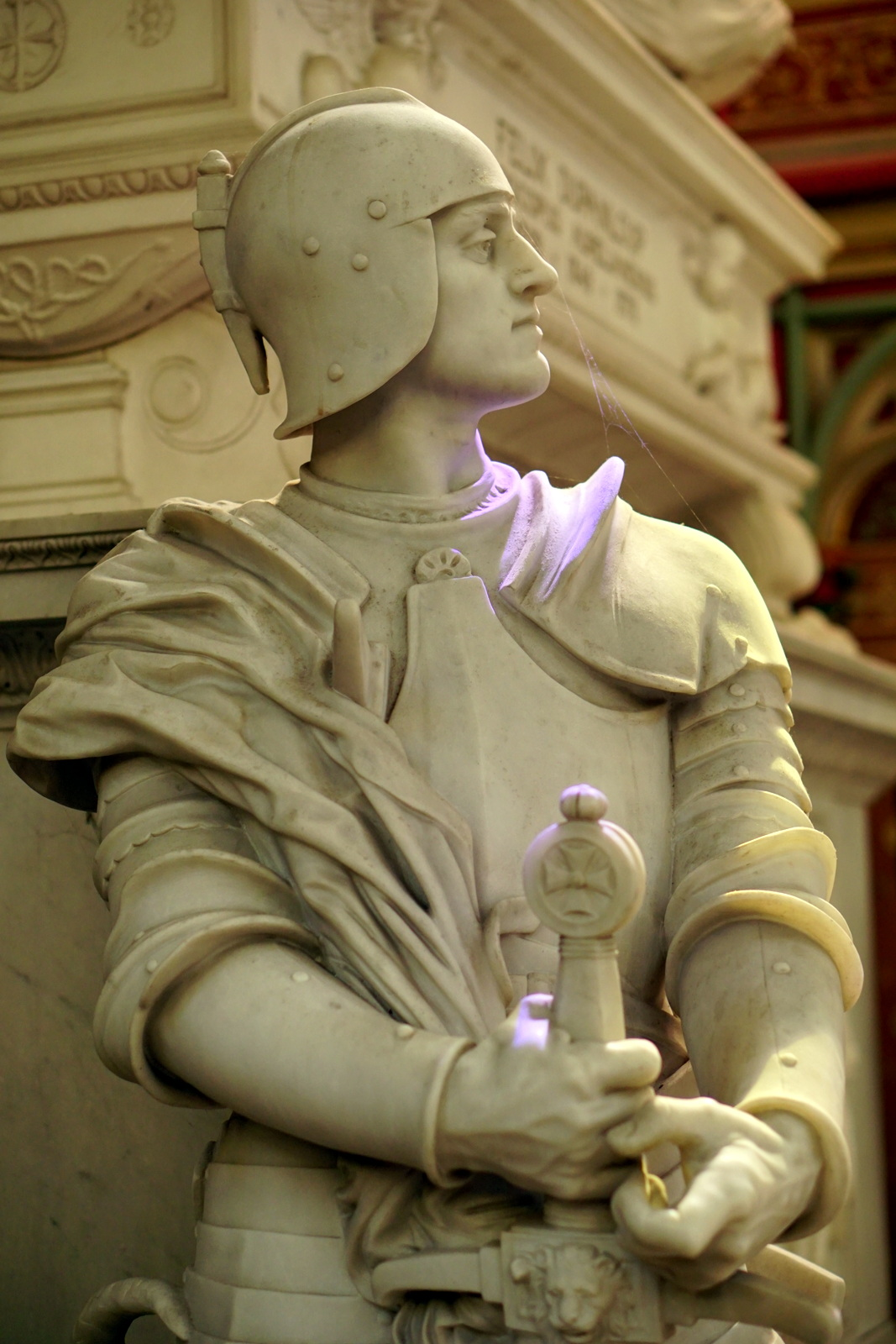
Une statue.
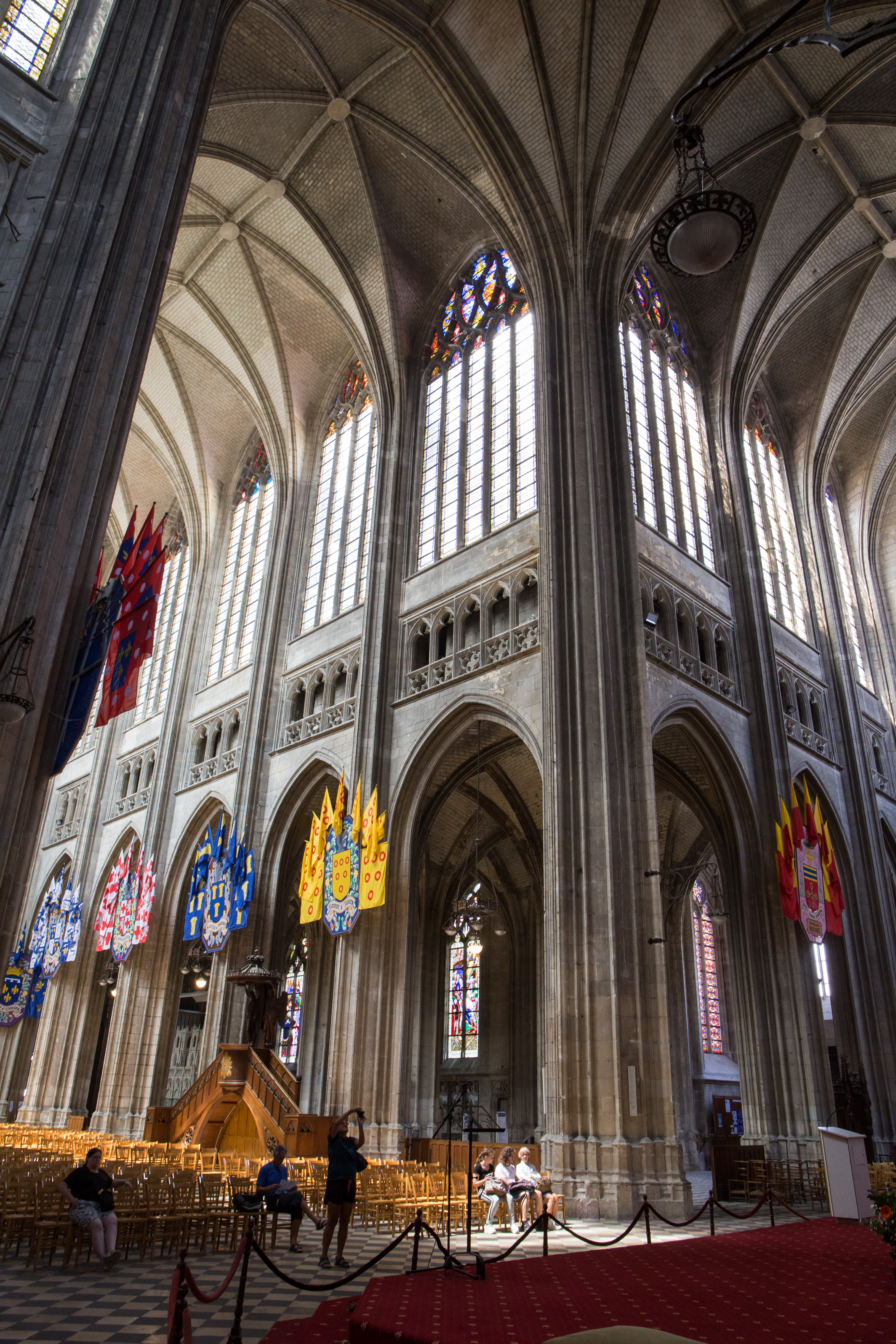
La croisée des transepts.

### Vitraux

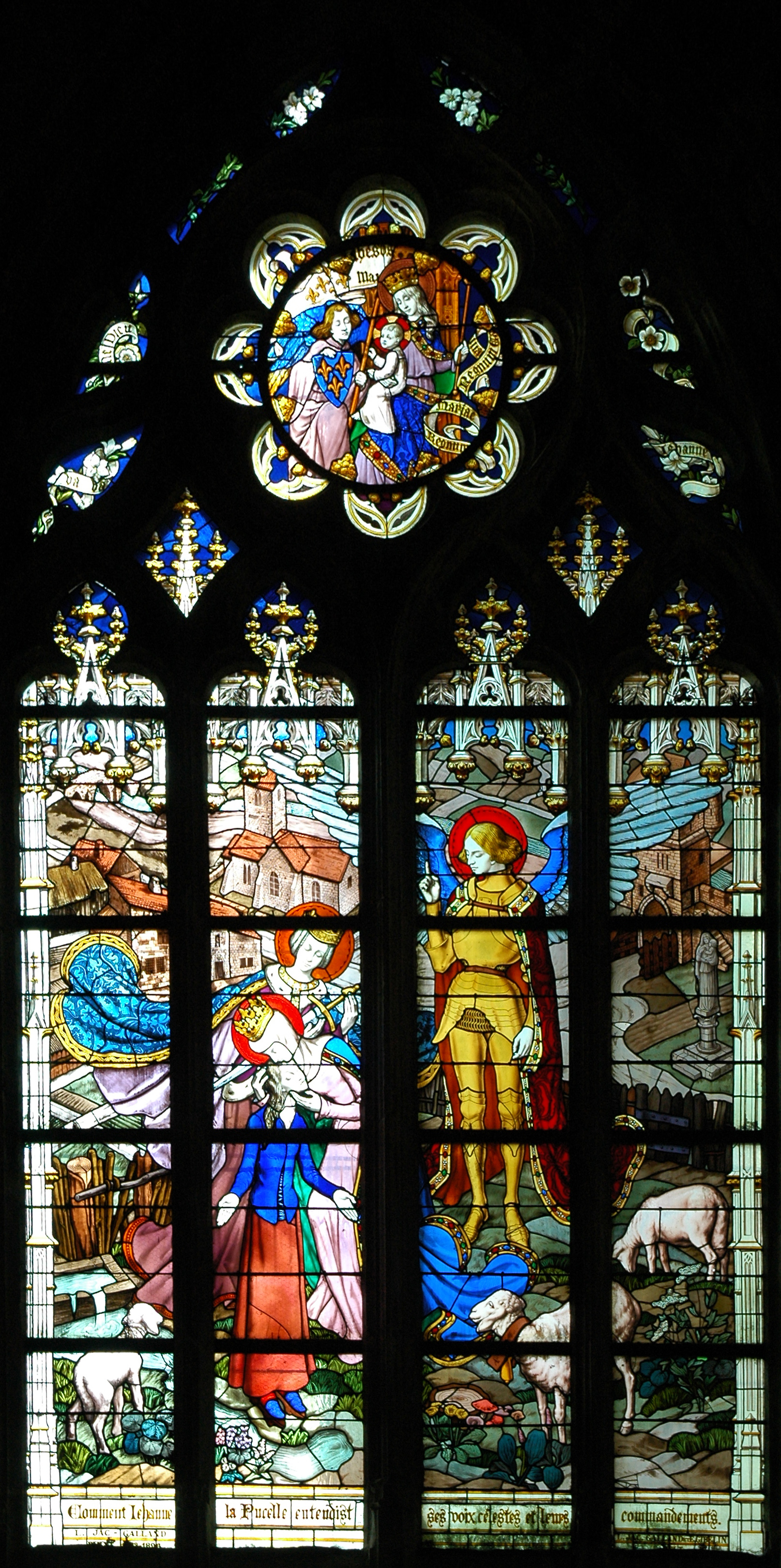
Vitrail des apparitions de Jeanne d'Arc à Domrémy.
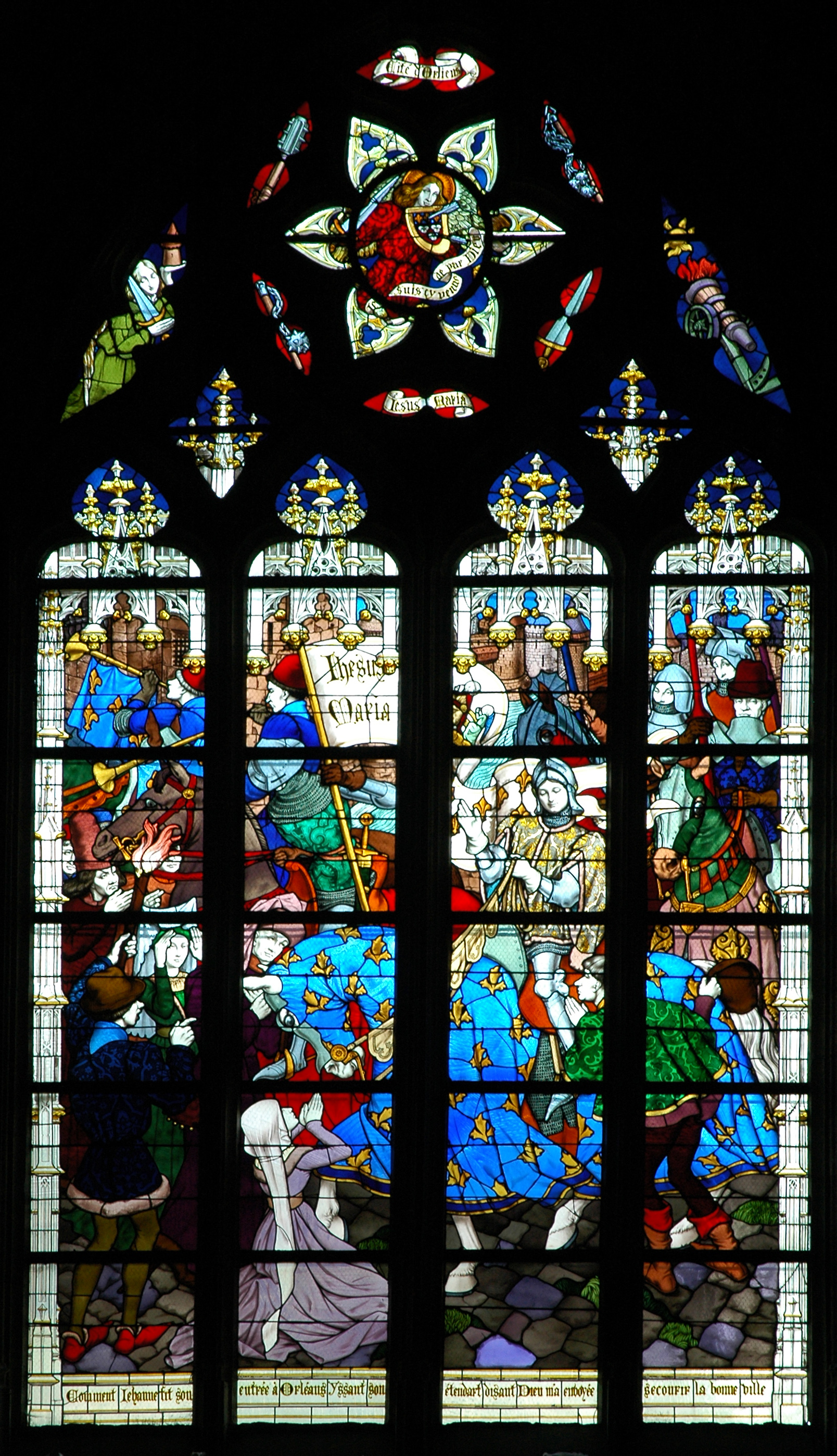
Vitrail de l'entrée de Jeanne d'Arc dans Orléans.
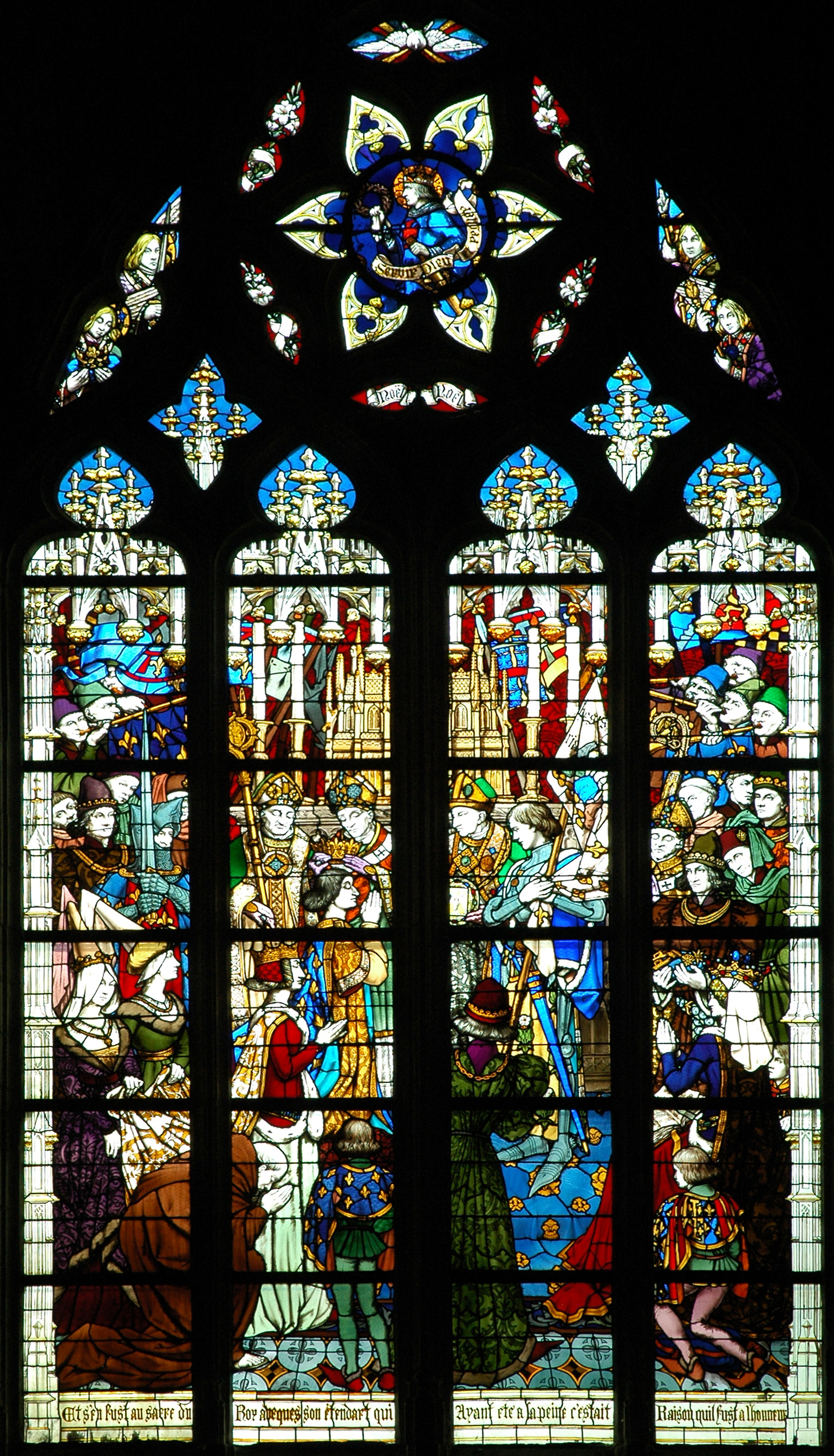
Vitrail du couronnement de Charles VII à la cathédrale de Reims.
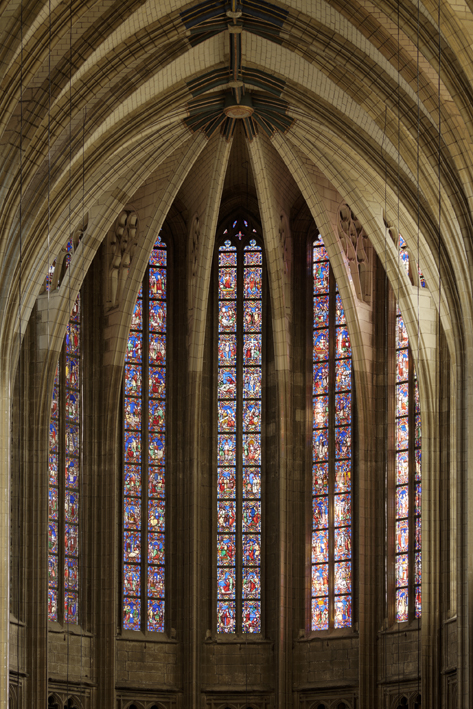
Les lancettes du chœur.

Des vitraux (ou parties de vitraux) modernes ont également été installés (ou intégrés à des éléments plus anciens), entre 1996 et 2000.

## Maîtres de musique

### Maîtres de musique (maîtres du chœur et des enfants).XVe–XVIIIesiècles
Ils étaient également appelés maître du chœur ou maître des enfants du chœur (appelés alors enfants de chœur, à Orléans comme ailleurs en France). La composition musicale faisait partie de leurs attributions : il en sera de même lorsqu'ils seront appelés maître de chapelle (à Orléans, ils ont été appelés ainsi à partir de 1832).
Plusieurs ont laissé une trace dans l'histoire à travers leurs compositions subsistantes (religieuses et profanes). Ce sont : Johannes Tinctoris, Eloy d'Amerval, Nicolas Benoist, Richard Crassot, Guillaume Minoret, Pierre Tabart, Pierre-César Abeille, le sieur Quatrelivre, Louis Homet, Nicolas Groniard, Louis Bachelier, Julien-René Froger, François Giroust, Jean-François Foucard, Jean-Claude Josse, Charles Hérissé, et d'autres...
- ? (non renseigné)
- Louis du Haut-Pas, maître du chœur (et donc maître de musique) attesté au 9 août 1448.
- Étienne Graville occupe cette charge à partir du 2 juin 1456 jusque vers 1460.
- Johannes Tinctoris, de Nivelles dans le Brabant wallon, succentor (maître du chœur et maître de musique) de 1460 à 1465. Compositeur, il est un des principaux théoriciens du XVe siècle.
- Charles Guiart, maître du chœur du 23 juin 1465 au 10 octobre 1467.
- Eloy d'Amerval, d'Amerval ou de Béthune, maître du chœur de 1482 à 1484. Compositeur et poète. Il est entre autres l'auteur (textes et musique) de motets chantés au cours de la « procession » du 8 mai, pour la fête annuelle de la levée, en 1429, par Jeanne d'Arc, du siège de la ville mené par les troupes anglaises. Créés le 8 mai 1483 ces motets furent longtemps chantés, jusqu'au milieu du XVIIe siècle au moins[81]. Sa messe polyphonique, à 5 voix, Dixerunt discipuli, composée avant 1473, l'a peut-être été dès 1465, à l'époque où il chantait à la cour de Blois, au service du prince et poète Charles d'Orléans, peu avant de devenir maître de musique de la collégiale Saint-Aignan d'Orléans.
- Pierre Ménard, présent comme maître du chœur et maître de musique le 8 mai 1484 et au-delà.
- Guillaume Mancicart, maître de musique mort le 21 octobre 1498.
- Jean Thouzé, son successeur en 1498 comme chanoine de résidence, remplit les fonctions de maître du chœur, à partir du 18 avril 1502. Mort le 27 septembre 1522.
- Guillaume Piquenay, maître du chœur et des enfants, de 1507 à 1508, au moins. Peut-être encore en place au 15 novembre 1509 et jusqu'en 1518.
- Mercellier Vigorne, en place à une date indéterminée située entre 1534 et 1536, et peut-être aussi avant et après cette période.
- Nicolas Benoist ?
- Michel Lucquet, maître en 1564. Encore présent en 1572.
- Richard Crassot (ou Grasset), nantais (ou peut-être lyonnais ?)[82], maître en 1573 et jusqu'en 1581 environ. D'abord huguenot, il avait publié une mise en musique à 4 parties du Psautier de Genève de Clément Marot et Théodore de Bèze (Lyon, 1564. Rééditions en 1565 et peut-être en 1569).
- Michel Rachel, en place en 1581.
- Jean Bernard, auparavant choriste et organiste.
- François Leveillé, à partir du 8 février 1586.
- Laurent Hubault, en place au 9 septembre 1587. On ignore depuis quand et jusqu'à quelle date il exerça, mais en 1594 le poste était vacant et le 16 novembre, Abraham Fourdy, maître de Saint-Aignan, fut « payé pour avoir enseigné les enfants » de Sainte-Croix[83].
- Antoine Hureau (fils d'Antoine, vinaigrier orléanais) est reçu maître le 8 juillet 1606 et reste en place jusqu'en 1620. Le 8 février 1613, il est désigné comme « chanoine[84] de l'église d'Orléans » (Sainte-Croix) : il est chanoine mamertin, comme quelques autres maîtres de musique et chantres/choristes de la cathédrale.
- Simon Quillet, chinonais, à partir du 1er février 1620 et sans doute jusqu'en 1632. Malade, il mourut finalement le 27 octobre 1643, à Orléans[85]. Il avait créé deux nouveaux postes d'enfants en 1624[86].
- Le 3 novembre 1632 c'est la réception d'un nouveau maître[87], peut-être :
- Louis Portallier, du diocèse de Saint-Paul-Trois-Châteaux et maître des enfants en 1641.
- Mathieu Lesourd, qui serait mort paroisse Sainte-Catherine, en 1658 ?
- Philippe Martinot, attesté en 1666, maître de musique jusqu'à ce qu'il soit « déchargé à cause de son grand âge » en 1679. C'est à cette époque (1669) que Claude Perrault (frère du conteur) notait : « À Sainte-Croix [...] nous entendismes la musique qui est fort bonne et qui, ce jour, ne cédait guère à celle de Notre-Dame de Paris »[88].
- Guillaume Minoret, parisien, maître de musique du 26 avril au début de septembre 1679. Futur sous-maître de musique (en réalité un des quatre maîtres)[89] de la chapelle de Louis XIV. Une partie de sa musique a été conservée.
- Pierre Tabart, chinonais, maître de musique du 9 novembre 1679 jusqu'au concours de recrutement organisé par Louis XIV à Versailles en avril 1683. Des œuvres de Tabart ont été conservées dans la collection Sébastien de Brossard.
- Jacques Lecomte, tourangeau, titulaire de la semiprébende de Saint-Vrain (réservée aux maîtres de musique) à partir du 22 juillet 1684, « par absence durable et continuelle de Maître Pierre Tabart ».
- (Étienne ?) Jouin, (orléanais ?) reçu le 2 août 1687.
- Jean de Largillière, de Senlis, maître du 8 septembre 1688 au début de l'année 1713.
- Pierre-César Abeille, de Salon-de-Provence, maître jusqu’au 22 mars 1713.
- « Le Sieur Quatrelivre, maître de musique de Beauvais, reçu pour maître de musique, sans avoir été entendu », le 10 juin 1713 et congédié dès le 4 mars 1714. De la musique profane de sa composition fut imprimée dans les Recueils d'Airs sérieux et à boire, publiés à Paris par Ballard de 1704 à 1715 (avec rééditions jusqu'en 1752). Une Prière en français, pour 2 voix et basse continue (v. 1730-1740) est parvenue incomplète, en manuscrit[90].
- Louis Homet, parisien, maître de musique du 4 juillet 1714 au 17 avril 1731 (avec interruption). Il finit maître de musique de Notre-Dame de Paris. Il est l'auteur du faux-bourdon à 4 voix sur les strophes paires du Dies iræ (Orléans, 1722). Ce faux-bourdon est repris par Franz Liszt dans sa Totentanz pour piano et orchestre (1849). Ces « versets alternés » de la Prose des Morts avaient aussi été donnés en septembre 1764 pour les funérailles solennelles de Jean-Philippe Rameau (les parties séparées de cet élargissement et arrangement d'effectif sont conservées à la BnF).
- Nicolas Groniard, de Meaux : Homet, écarté à partir du 20 janvier 1717, est remplacé par Antoine Davu dès le 24 mars 1717, puis par Nicolas Groniard à partir du 14 février 1718 environ (date de sa démission du poste de maître de musique de Notre-Dame de Paris). Groniard mourut le 14 décembre 1725. Dès le 29 décembre, Homet est réintégré en tant que maître du chœur de Sainte-Croix, jusqu'en 1731.

Des œuvres de Nicolas Groniard ont été conservées par Sébastien de Brossard. On a aussi, de Groniard, un livret imprimé, sans musique (mais avec toutes les répartitions d’effectif), d'un grand motet, sans doute adapté car donné le 2 mars 1734 pour l'entrée solennelle de l'évêque d'Orléans. Incipit : « Lætare Civitas Aureliana ».
- Louis Bachelier, angevin, devint maître de musique à partir du 14 août 1731. On ignore l'année de son départ (dès 1732 ?). Trois de ses grands motets ont été conservés.
- Honoré Simon (né à Bou, onze kilomètres d'Orléans), a peut-être fait fonction de maître, sans l'être en titre. En tant que chanoine mamertin il a dû se retirer pour infirmité le 31 octobre 1735.
- Julien-René Froger (manceau établi à Orléans comme membre du chœur, mort le 27 juillet 1738) a peut-être fait à son tour fonction de maître. Lui aussi est compositeur d'airs, publiés par Ballard en 1718-1719 sous le nom de « J.R. Froger l'aîné, d'Orléans ».
- André Hatton, orléanais, maître de musique de 1738 à 1756. De sa production on a conservé un livret manuscrit, sans la musique, comportant quelques indications de répartition d’effectif (parties de solistes chantées, duos et chœurs). Titre : Concert sur l'heureux retour de Mr Nicolas Joseph de Paris Évêque d'Orléans. Incipit : « Dieu de la paix et du silence » (Manuscrit, sans date, [1755]). Faussement catalogué comme Vers adressés à l'évêque, par la médiathèque d'Orléans.
- François Giroust, parisien, maître de musique du 6 novembre 1756 à 1769 (a quitté Orléans après avoir remporté les deux premiers prix du concours de composition musicale organisé par le Concert spirituel des Tuileries, session de 1768). Futur maître de la musique du roi, à Versailles. L'essentiel de sa musique a été légué à la BnF par sa veuve.
- Jean-François Foucard, picard, a plusieurs fois fait fonction de maître, sans en avoir le titre, en 1769, 1772, 1775 et 1776.
- André-Pierre-Roch La Manière, maître de musique pendant peu de temps, vers 1769-1770, après le départ de Giroust.
- Jean-Clause Josse, du diocèse de Noyon, maître du 14 juillet 1770 au 28 décembre 1771.
- Nicolas Savart, parisien, maître du 18 mai 1772 jusqu'en 1776.
- Charles Hérissé, orléanais, maître de musique depuis mars 1776 (avec actes de réception des 2 et 16 avril) jusqu’au 20 juillet 1793. Pendant la Terreur révolutionnaire il dut se cacher. Après le concordat de 1801, il fut rappelé et exerça à partir du 14 avril 1802 jusqu'en 1810. C'est son neveu, François-Michel Lauret, qui lui succéda, le 1er juin 1810. Il avait été son assistant sous l'Ancien Régime, avant de devenir maître de musique de la cathédrale de Metz jusqu'en 1790 et la dispersion de tous les chapitres canoniaux par le Comité ecclésiastique révolutionnaire.

Dès le 15 mai 1790, peu avant la dispersion de novembre, les musiciens de Sainte-Croix, alliés à ceux de la collégiale Saint-Aignan, tous professionnels, signèrent une Requête « A Nos seigneurs Les Députés de l’Assemblée Nationale » où apparaissait très clairement cette mise en garde : « Dans le cas où nos réclamations ne seraient point accueillies favorablement, nous osons prendre la liberté de vous faire observer, Nos seigneurs, qu’il y a tout lieu de présumer, et qu’il est même hors de doute, qu’avant très peu de temps, la musique […] va disparaître de nos climats. Car on ne peut le dissimuler, et nous l’avançons sans craindre d’être démentis, les maîtrises tant des cathédrales que des collégiales sont pour ainsi dire les seules qui aient fourni les célèbres musiciens qui ont paru jusqu’à présent soit dans la musique de nos rois, soit sur les théâtres et autres spectacles ».
L'effondrement eut bien lieu. Ces ancêtres des conservatoires une fois disparus, par toute la France, il n'est plus resté que le Conservatoire de Paris, créé, seul en France (à la fermeture totale des églises), en 1793 et 1795 (au départ pour la musique militaire puis, rapidement pour l'étude d'autres instruments). Alors que Louis XVI avait créé (en 1784) l’École royale de chant et de déclamation, cette fois le chant occupait une place bien moindre, à l'inverse de ce qui se passait dans les chapelles musicales d'église avant la Révolution (où l'enseignement d'instruments de catégories diverses occupait toutefois une place réelle). Pendant le premier tiers du XIXe siècle, à Orléans, comme ailleurs, ce sont d'anciens chantres-choristes et instrumentistes (anciens membres des chœurs d'églises et des Académies de musique, elles aussi supprimées) qui tentèrent d'assurer l'enseignement collectif de la discipline, en créant des établissements privés.
Le chœur et la maîtrise de Sainte-Croix mirent longtemps à se relever, faute d'argent et à la suite de la totale rupture de continuité dans la formation. Et c'est seulement en 1834 puis en 1870 que l'Institut musical (successeur de l'Académie) et l'École municipale de musique d'Orléans purent voir le jour. À partir du troisième tiers du XIXe siècle, le chœur de Sainte-Croix (renforcé par son orchestre, nouvellement créé) put enfin prendre son essor et rivaliser avantageusement avec les deux autres écoles de musique. Le déclin arriva dans le courant du XXe siècle.
En 1834, le chartrain Jacques-Marin Dauvilliers, ancien maître de musique à Orléans (qui avait lui-même créé une école de plain-chant et de « musique religieuse » à Orléans, sous la Restauration) se trouvait vivement alarmé et résumait la situation de la manière suivante :
« Les étrangers ne peuvent plus dire que nous ne sommes pas organisés pour la musique, quand on pense aux progrès que nous avons fait dans la musique instrumentale. La raison de notre infériorité en musique vocale, est dans l'absence d'école de musique. / En Allemagne et [...] dans les états [...] d'Autriche où j'ai résidé plusieurs années : il y a vingt-cinq écoles (dirigées par un maître de chapelle [un Kapellmeister]), où l'on enseigne la musique et la composition [...]. Les dimanches et fêtes de l'année, on chante la messe en musique et en grande symphonie [= avec orchestre], avec orgue. Dans les plus petits villages, les villageois et villageoises exécutent aussi Fêtes et Dimanches la messe en grande symphonie. [...]. L'extrême disette de voix existe toujours en France, parce qu'il est peut-être probable qu'on ne suit pas le vrai chemin pour la formation de la voix de poitrine ; cela vient encore de l'absence d'école de musique dans les Départements. ».

### Maîtres de musique (puis de chapelle), auxXIXeetXXesiècles. LeXXIesiècle

#### Premier tiers duXIXesiècle. Rappel d'anciens maîtres de musique
- Après la Révolution française, Charles Hérissé (1737-1817) reprit du service, cette fois dans l'indigence, à partir du 14 avril 1802 (cf. ci-dessus).
- François-Michel Lauret (1756-1822), son neveu, lui succéda, à partir du 1er juin 1810. Il mourut le 16 octobre 1822.
- Jacques-Marin Dauvilliers (1755-1839) accepta le 6 février 1823 de prendre la suite, jusqu'au printemps 1824, puis du 16 août 1824 jusqu'en 1827. Il est de retour en tant que maître dès 1829 apparemment, et en tout cas en 1831-1832. Vocalement il chantait la haute-contre.
- Melchior Carboneil de 1827 à 1829. Ce jeune prêtre espagnol était également organiste. Né en 1791, il est mort en 1851 : il est le premier à ne pas avoir connu la France d'Ancien Régime.

#### Après la Restauration. On devient maître de chapelle, ou simplement chef de chœur (au début duXXIesiècle)
À partir de l'exercice de Jacques-Firmin Vimeux on n'emploie plus l'expression « maître de musique » : on est appelé « maître de chapelle ».
- Jacques-Firmin Vimeux (né à Amiens en 1798-mort en 1855). D'abord joueur de trombone dans la Garde royale, il devient ophécléiste du chœur dès 1826, puis maître de chapelle à partir de 1832. Il était également poète. Né dans une famille de sculpteurs, il dirigea une fabrique de poterie. L'ophicléide, instrument nouveau, typique du XIXe siècle, remplaçait le serpent, né au XVIe siècle. Il s'agissait pour ces instruments graves de soutenir les voix en doublant surtout la partie de basse : depuis ses origines l'orgue n'était pas utilisé en soutien, mais dialoguait avec elles. Apparemment, il ne subsiste qu'une seule partition de cet auteur (copiée par le maître de chapelle Marcel Laurent dans les années 1890 et conservée grâce à Louis Pagot, un de ses anciens maîtrisiens). Intitulée Quæ est ista quæ progreditur...[96], elle est essentiellement basée sur ce texte, adapté du Canticum canticorum Salomonis, et sur un extrait de la Prose Inviolata, integra. L’Exultabunt Sancti du même compositeur (signalé par Jules Brosset comme une « page inspirée et magistralement harmonisée, qu'on exécute chaque année [pour] la Toussaint »[97]) n'est malheureusement pas localisé actuellement.
- Léon Pelletier, maître de chapelle de 1849 à 1865. Lui aussi était joueur d'ophicléide. Il reste de lui deux partitions, copiées dans le même recueil manuscrit (un O salutaris et un Magnificat). Né en 1812 à Fleury-les-Aubrais il mourut en mai 1865 à Orléans.
- Alexandre Lemoine lui succède, de 1865 à 1890. Né à Colmar en 1815, il mourut à Vendôme en 1895. Était un proche de Charles Gounod. Il participa également au travail de recherche et de restitution du chant grégorien, en lien avec l'abbaye de Solesmes. La musique de Lemoine, pour l'essentiel publiée de son vivant, a été conservée. Il a eu également une production pédagogique. Dès 1857, par exemple, il élabora son Tableau omnitonique où l'on prépare la solmisation sur la portée. Là-dessus, Lemoine reçut les éloges de Charles Gounod, Adrien de La Fage et Joseph d'Ortigue. Ce Tableau, primé en 1869, figura aux Expositions universelles de 1878 et 1889. À partir du 6 février 1891, la ville de Paris le fournit gratuitement à ses écoles communales. Il jouait et enseigna tous les cuivres (dont l’ophicléide, sur lequel il jouait quelquefois en solo). Il pratiquait également le violoncelle.
- Marcel Laurent, prêtre, est maître de 1890 à 1921 (date de son décès subit, à 61 ans). Était en relations avec Théodore Dubois, organiste et maître de chapelle parisien puis directeur du Conservatoire de Paris, à l'époque conservatoire de musique et de déclamation. Il reste un peu de musique de Laurent. Laurent possédait (et faisait chanter) beaucoup de partitions de son époque et, plus largement, du XIXe siècle (religieuses ou profanes) mais il possédait aussi le Stabat Mater de Pergolèse (1736) dans la version pour chœur et orchestre de Giovanni Paisiello (1810)[98], et, en lien avec les tendances de son temps, il ne négligeait pas Haendel ou la musique de la Renaissance, voire parfois plus ancienne. Il possédait également un exemplaire des Chansons populaires du Pays de France (éd. 1903) du folkloriste et compositeur Jean-Baptiste Weckerlin[99] (longtemps responsable de la bibliothèque du Conservatoire de Paris). Parmi beaucoup d'autres choses, il possédait aussi un exemplaire du Traité de Dauvilliers[100].
- Robert Lefranc, d'abord organiste du chœur, devient maître jusqu'en 1927.
- Gabriel Luçon, prêtre, dirige le chœur de 1927 jusqu'en 1952.
- Pierre Cordier, prêtre (dit Cordibus, allusion à un vers de l'hymne grégorienne Veni Creator Spiritus (Infunde amorem cordibus : « Répands l'amour dans nos cœurs »). Mort en 2013, mais :
- Pierre Besançon, prêtre, a été maître de chapelle 20 ans, de l'année 1982 jusqu'à la fin de l'année 2001. Puis la maîtrise ne dépendit plus de la cathédrale.
- Patrick Marié (chef de chœur et non plus maître de chapelle), de 2002 à 2010.
- Vianney d'Hauthuille (idem), de 2011 à 2016.
- Claire-Élise Sterlin (idem, à partir de 2016).
- Cédric Clément, maître de chapelle à partir de la rentrée de septembre 2021.

## Dans la fiction
Dans Pantagruel de François Rabelais, la boule dorée qui surmontait alors le clocher est évoquée comme étant l'une des pilules d'airain qui ont servi à l'exploration de l'estomac du géant Pantagruel afin de le guérir.
Dans Les Eparges (cf. Ceux de 14) de Maurice Genevois (première édition 1923, Flammarion), un des récits de la bataille qui se déroula sur le front de la Meuse pendant la Première Guerre mondiale. Bataille des Eparges au cours de laquelle mourut, le 20 février 1915, le lieutenant Robert Porchon, ami de Genevois, qui avait été élève au lycée Pothier d’Orléans. « Chez toi Porchon : l’ample Beauce, les champs de blé au crépuscule ; les corneilles dans le ciel frais, entre les deux tours de Sainte-Croix. »